# Aerolíneas Argentinas
Aerolíneas Argentinas S.A. (ARSA) es la aerolínea de bandera de Argentina, dedicada al transporte comercial de pasajeros y carga. Fue considerada una de las compañías áreas más seguras del mundo y elegida por Travelers' Choice Awards como la mejor aerolínea de América en cuanto a servicios a bordo y puntualidad de 90 % el año 2018.
Realiza vuelos a más de sesenta y seis destinos nacionales e internacionales, en Sudamérica, el Caribe, América del Norte y Europa. Anteriormente, Aerolíneas Argentinas realizó vuelos a Oceanía, en un vuelo traspolar a través de la Antártida y a África, en específico Sudáfrica.
Centra sus operaciones comerciales en el aeropuerto de la Ciudad de Buenos Aires, Aeroparque Jorge Newbery y el Aeropuerto Internacional Ministro Pistarini, ubicado en la Provincia de Buenos Aires. La empresa también administra Aerolíneas Cargo y Jet Paq, la empresa de servicios de rampa Aerohandling y la empresa de servicios turísticos Optar.
Aerolíneas Argentinas fue privatizada en 1990 y vuelta a la gestión estatal en 2008. Desde 2009, se modernizó la flota, adquirió simuladores de vuelo y creó nuevas rutas de vuelo internacionales, nacionales y regionales. Es miembro de la alianza SkyTeam desde 2012, siendo el primer y único socio sudamericano. Aerolíneas Cargo es miembro de SkyTeam Cargo.

## Historia
Aerolíneas Argentinas nació en 1949 por un decreto del presidente Juan Domingo Perón, mediante la unión de cuatro aerolíneas. En el año 1979, la compañía se transformó en Sociedad del Estado, pero once años después, en 1990, el consorcio español Iberia se hizo cargo de la empresa, que cambió su razón social a Aerolíneas Argentinas S.A. En 2001, la nueva gestión incrementó la participación de funcionarios españoles, lo que terminó con el traspaso de la aerolínea al Grupo Marsans. Finalmente, en 2009, la empresa fue nacionalizada y regresó a manos del Estado argentino.

### Antecedentes

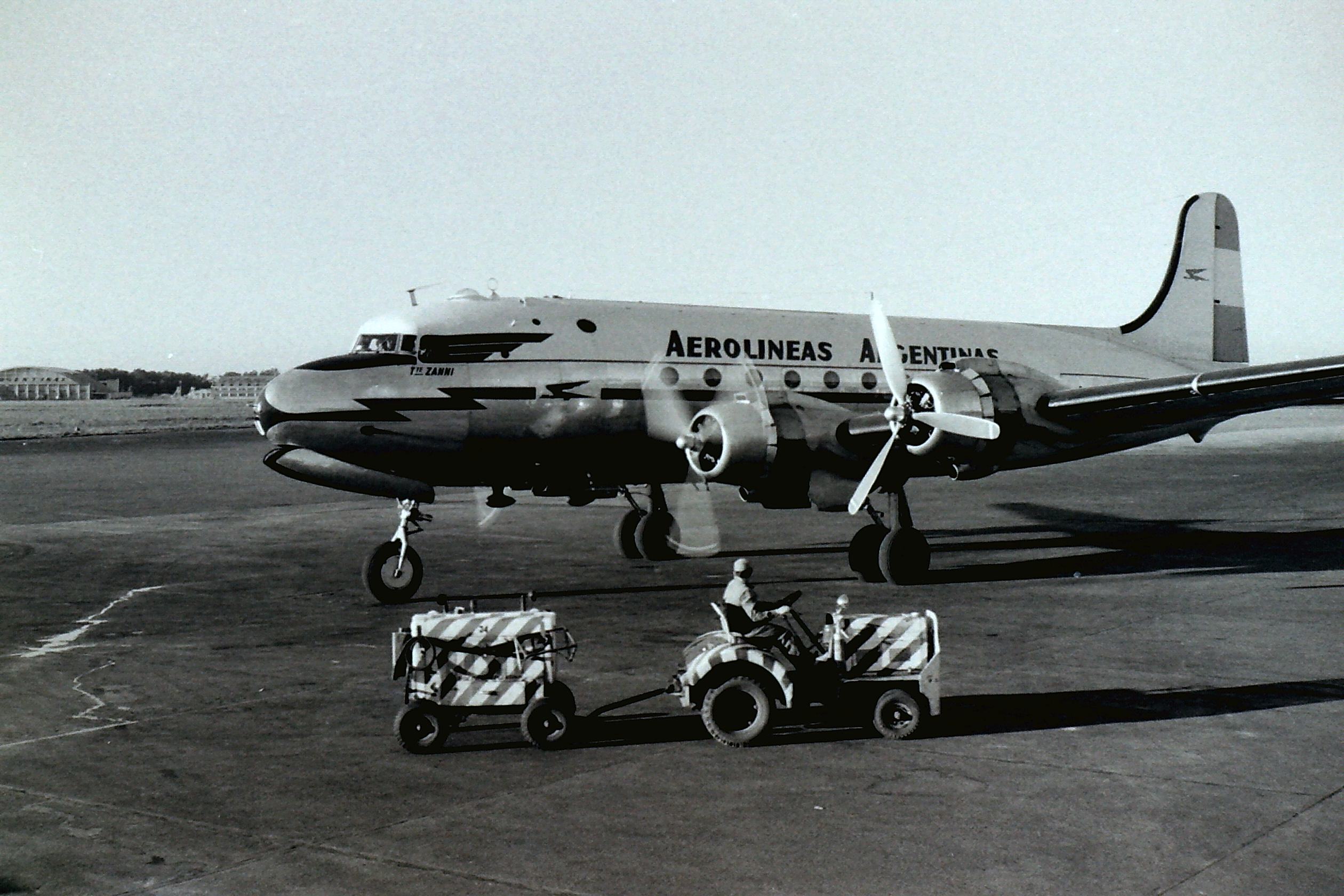
Douglas DC-4 de Aerolíneas Argentinas.

El primer antecedente de Aerolíneas Argentinas es la creación de la empresa Aeroposta Argentina S.A., como filial de la Compagnie Genérale Aéropostale de Francia, el 5 de septiembre de 1927. El 1 de enero de 1929 inaugura la ruta desde el Aeródromo de Pacheco, Buenos Aires a Asunción del Paraguay. En julio de 1929 establece la ruta Buenos Aires - Mendoza - Santiago de Chile y en noviembre de ese mismo año inicia sus servicios aerocomerciales desde su cabecera en la ciudad de Bahía Blanca, Argentina hacia el sur del país. Los franceses Jean Mermoz y Antoine de Saint-Exupéry se encontraban entre sus primeros pilotos. Por problemas económicos y políticos, en 1931 la empresa suspendió sus servicios y el Estado Nacional la autorizó a funcionar bajo la órbita del Ministerio del Interior y de la Dirección General de Correos y Telégrafos por el término de seis meses. Esta primera aerolínea estatal es conocida como la «Aeroposta Nacional», solamente a los fines jurídicos. En 1932 las autoridades del Poder Judicial cambian la denominación jurídica e igualan los nombres de la empresa: Aeroposta Argentina S.A, comenzando a volar el 1 de junio de ese mismo año.
El 4 de septiembre de 1940, comienza a volar LASO (Líneas Aéreas del Sudoeste), que extiende sus rutas el 6 de enero de 1944 dando origen a LANE (Líneas Aéreas del Noreste), en ese mismo año se crea el transporte de correspondencia denominado SADE (Servicio Aeropostal del Estado). A partir de la creación de la Secretaría de Aeronáutica en el año 1945, se unifican las líneas estatales LASO, LANE y SADE bajo la denominación de LADE (Líneas Aéreas del Estado), el 23 de octubre de ese mismo año y que subsiste como línea aérea de fomento bajo la órbita de la Fuerza Aérea Argentina. Mediante el Decreto No 9.358/45, esta Secretaría establece la primera Política Aérea Nacional que fija como parámetro central que las rutas de cabotaje deberán ser realizadas con preferencia por el Estado o por medio de empresas mixtas nacionales creadas al efecto, con domicilio en el país, socios argentinos nativos y acciones nominativas, poseyendo el Estado Nacional el 20 % de las mismas, pero a su vez garantizando una rentabilidad asegurada del 5 % anual al capital privado restante. De esta manera, el Estado Nacional y los socios del sector privado crean las «Sociedades Mixtas»:
- la antigua Aeroposta Argentina SA pasa a ser Sociedad Mixta y se re-equipa con modernos Douglas DC-3 en las rutas al sur del país.
- ALFA (Aviación del Litoral Fluvial Argentino), reemplaza a la Corporación Sudamericana de Servicios Aéreos, S.A. prestando servicios a Montevideo, el litoral y llegando hasta Asunción del Paraguay.
- FAMA - Flota Aérea Mercante Argentina, establece los primeros servicios aéreos nacionales en las rutas a Europa y Estados Unidos compartiendo, en un 50 %, el mercado con las empresas extranjeras. El aviador Andrés Pedraza fue su primer piloto contratado.
- ZONDA (Zonas Oeste y Norte de Aerolíneas Argentinas), reemplaza a Panagra - Pan American Grace Airways en las rutas de cabotaje.

### Constitución como Aerolíneas Argentinas (1950-1990)

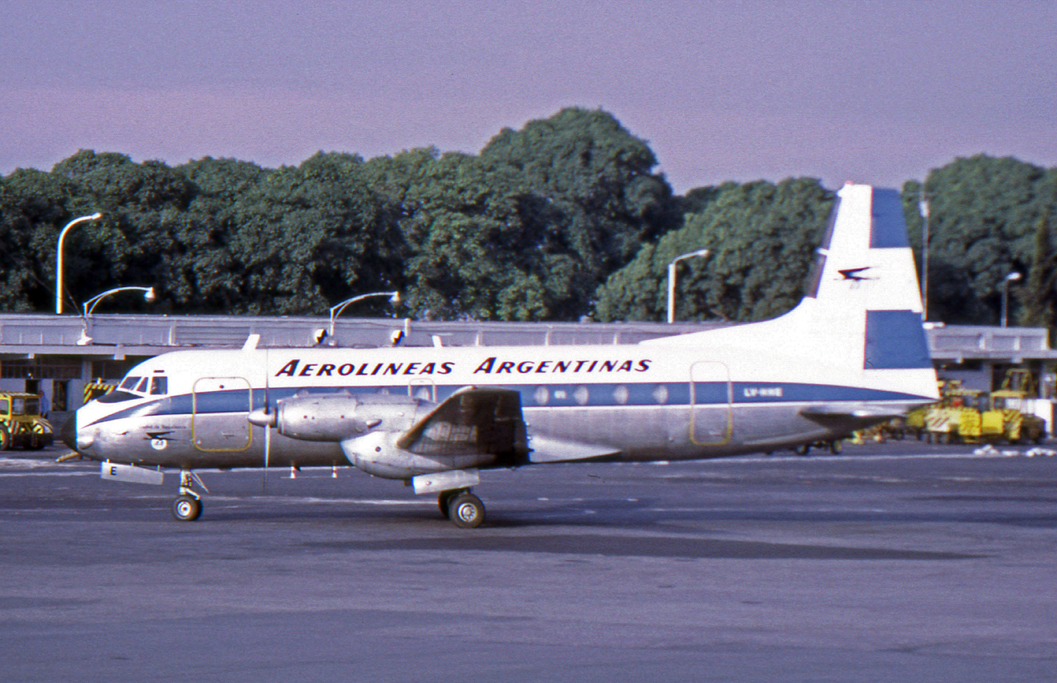
HS 748 de Aerolíneas Argentinas.

Las Sociedades Mixtas: Aeroposta Argentina, ALFA, FAMA y ZONDA, pasaron a formar parte del patrimonio del Estado, mediante el Decreto No 10459 sancionado por el Poder Ejecutivo a cargo de Juan Domingo Perón, comenzando a operar el 14 de mayo de 1949, aunque no fue sino hasta el 7 de diciembre de 1950 en que es oficialmente creada como Aerolíneas Argentinas Empresa del Estado, por intermedio del Ministerio de Transporte argentino.
A grandes rasgos, Aerolíneas hereda los hidroaviones Short S25 Sandringham de ALFA, con los que realiza los servicios sobre el Río de la Plata hasta Montevideo y sobre el litoral hasta Asunción. Los Douglas DC-3 de Aeroposta y ZONDA, que permitieron volar a destinos de cabotaje que eran inaccesibles hasta entonces, así como mantener las rutas internacionales de FAMA, empresa de la cual recibe los Douglas DC-4, con los que inaugura servicios a Santiago de Chile, Lima, Santa Cruz de la Sierra y São Paulo y los Douglas DC-6, que le permitieron, por primera vez, la realización de vuelos nocturnos que llevaron el nombre de Aerolíneas Argentinas a destinos como Nueva York, La Habana, Lisboa, Dakar y Río de Janeiro. También de FAMA recibe por último los Convair 240 que se incorporan en julio de 1951. Apenas creada Aerolíneas se inauguraron los servicios regulares a Nueva York. La base de la flota eran treinta y seis aviones Douglas DC-3, y para los vuelos a Europa y Estados Unidos se utilizaban los flamantes DC-4. La flotilla de hidroaviones Sandringhan servía para atender los servicios al Litoral.
Para este tiempo Argentina no contaba todavía con ningún aeropuerto de proporciones, por lo que el gobierno de Juan Domingo Perón construyó el Aeropuerto Internacional de Ezeiza, inaugurado en 1949, para satisfacer esa necesidad. Aerolíneas estableció allí la base de sus operaciones comerciales. Fueron clave para el crecimiento de Aerolíneas los nombres de Alfonso Aliaga García y Dirk Wessel Van Layden, quien había sido piloto de la línea aérea francesa Aeropostal y tuvo gran influencia en la mejora de la calidad de los vuelos.
En diciembre de 1951, después de tan solo un año de operaciones la Sociedad Interamericana de Prensa la designó como la mejor empresa aerocomercial del mundo, por su eficiente organización y la calidad de sus servicios.

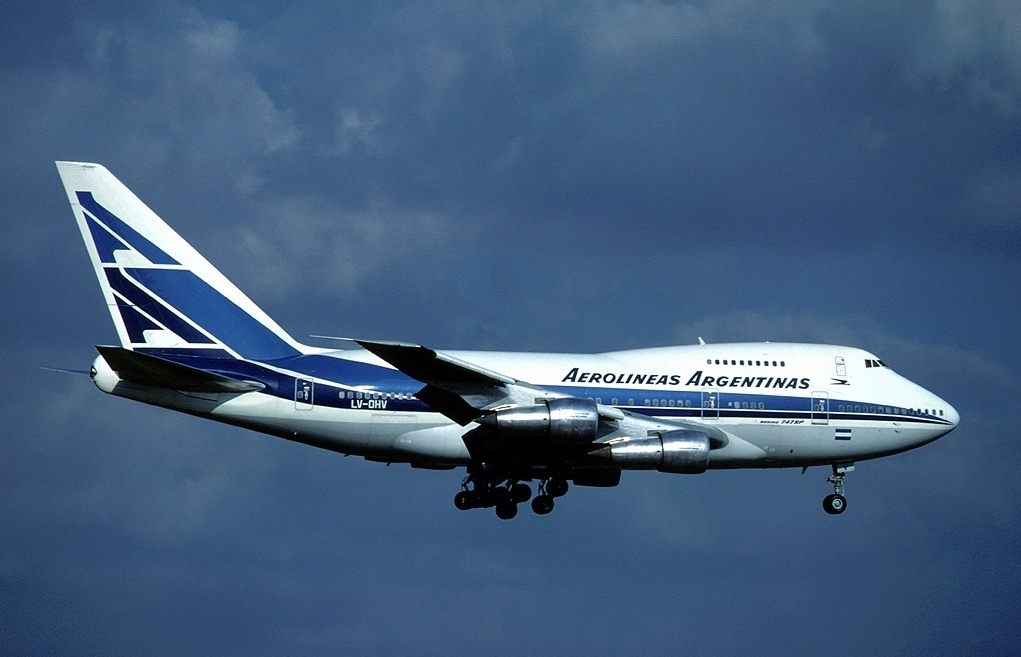
Boeing 747 SP de Aerolíneas Argentinas luciendo el esquema que utilizó hasta antes de su privatización.

En abril de 1958 el presidente de la empresa Juan José Güiraldes convenció al Presidente argentino Arturo Frondizi de comprar seis nuevos aviones jet Comet IV, que recientemente habían inaugurado los vuelos comerciales en jets a nivel mundial, con la condición de que Aerolíneas los pagaría más tarde. Fue así que Aerolíneas recibe, el 2 de marzo de 1959 en el Aeropuerto Internacional Ministro Pistarini, el primer jet de este tipo con el nombre de Las Tres Marías, adelantándose una vez más, a las otras compañías aéreas de Sudamérica y con los que mantuvo un crecimiento sostenido durante los años '60, inaugurando el 19 de mayo de 1959 el vuelo en jet a Europa (Londres, Madrid, París y Roma) y el 30 de ese mismo mes a los Estados Unidos. Cabe destacar que Aerolíneas fue la primera compañía en volar reactores en Latinoamérica.
En abril de 1960 quedan fuera de servicio los hidroaviones y en noviembre de ese año, los jets realizan los primeros vuelos de cabotaje, uniendo Ezeiza con Bariloche. En enero de 1962 se incorporan los Sud Aviation Caravelle III y los Avro 748 para las rutas nacionales, en reemplazo de los Douglas DC-3 y DC-4. En 1963 se inauguró la ruta a La Paz, Bolivia.
A partir del año 1965, comenzó el reemplazo de los Comet IV por los Boeing 707-387 «Intercontinental» y gracias a esta última incorporación se comenzó a volar a Fráncfort, Alemania.
En enero de 1970 comienza a operar en forma regular el primero de los Boeing 737-200 (cuatro básicos y dos cargueros y más tarde tres «Advanced» y tres «Super-Advanced») encargados a Boeing y se desprograma definitivamente el Comet IV.
En 1975 se incorporan los Fokker F-28 y el 31 de diciembre de 1976 se recibe al primer Boeing 747-200. Ese año, la empresa llamó a un concurso de proyectos arquitectónicos para su nueva sede en la esquina de las calles Rivadavia y Perú, a metros de la Plaza de Mayo. La propuesta ganadora fue de los arquitectos Clorindo Testa, Héctor Lacarra y Francisco Rossi, y el antiguo edificio —que había pertenecido a la tienda Gath y Chaves—, fue completamente transformado a un estilo moderno, y adecuado a la nueva función que tendría. Entre los años 1977 y 1978 comienza a funcionar el sistema de reservas y ventas automatizado. Entre los años 1977 y 1978 debido al auge de los pasajes aerocomerciales y debido al mundial de Fútbol a realizarse en Argentina, la aerolínea comienza a funcionar con un sistema de reservas y ventas automatizado.
A partir de 1978 los Boeing 727-200 operan desde Córdoba y Jujuy con salidas internacionales. También se abrieron nuevos destinos como Bogotá, Caracas, Ciudad de México, Miami, Los Ángeles y Montreal.
Aerolíneas apareció en varias películas de Jorge Porcel de la época y junto con una reforzada estrategia de publicidad, comenzó a vender licencias a empresas fabricantes de juguetes para que produjeran modelos de sus aviones, una práctica que se mantiene hasta hoy en día.
En 1979, por decreto N.º 808 del Poder Ejecutivo, Aerolíneas Argentinas se transformó en Sociedad del Estado. En 1980 se incorporó a la flota el Boeing 747SP y se abrieron las primeras rutas transpolares hacia Melbourne, Australia y Auckland, Nueva Zelanda.

### Gestión Iberia y posterior SEPI (1990-2001)

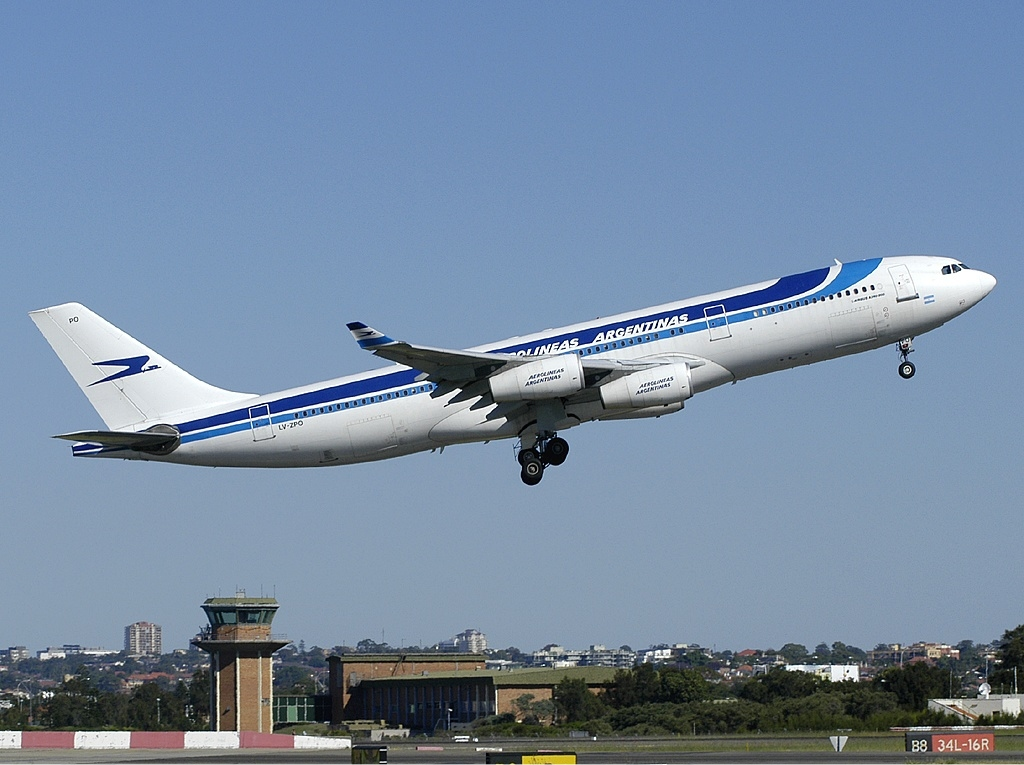
Airbus A340-200 de Aerolíneas luciendo el esquema ibérico que utilizó durante esta gestión.

En 1990, luego de que se cambiara su tipo societario de Sociedad del Estado a Sociedad Anónima (ARSA), la empresa fue vendida por el gobierno de Carlos Menem a la estatal española Iberia. La compañía se transfirió sin ningún pasivo, ya que antes el Estado absorbió su deuda. Iberia abonó 1610 millones de dólares en títulos públicos y apenas 260 millones en efectivo, para conseguir el dinero se endeudaron y transfirieron el pasivo a la cuenta de la propia Aerolíneas Argentinas. Vendieron oficinas comerciales en el país y el exterior, los simuladores de vuelo y las veintiocho aeronaves que conformaban la flota. También desmantelaron los talleres y levantaron decenas de rutas y escalas. En julio de 1992  el Estado argentino asumió el 28 % de las acciones que sumado al 10 % que tenía desde el inicio de la privatización alcanzaba el 33 %. Otros socios minoritarios de nacionalidad argentina, incluyendo los trabajadores, sumaban junto al Estado argentino el 51 %. Iberia sólo retenía el 30 % mientras que el resto, hasta el 19 % estaba en manos de varios bancos españoles. Así pues, la mayoría del capital de Aerolíneas estaba  de nuevo en manos de accionistas del país austral. Posteriormente, en 1996, accedieron al capital bancos de Estados Unidos, como Merrill Lynch, Bankers Trust, entrando también la aerolínea de Estados Unidos American Airlines. En I996 la reestructuración del accionariado redujo la participación de Iberia al 8%, controlando la propiedad mayoritariamente la Sociedad Española de Participaciones Industriales, heredera del Instituto nacional de Industria (holding de empresas públicas de España), pasando a ser minoritaria la participación argentina en el capital. Pese al aumento de pasajeros de los años 1996 y 1997  y la reducción del pasivo de Aerolíneas no fue suficiente para hacer viable la explotación de la compañía.La situación no mejoró y en el año 2000 se declararon en convocatoria de acreedores.
Durante esta etapa se vendieron aeronaves antiguas y muchas propiedades y algunos activos fueron dados en préstamo. Los problemas internos de Iberia y de sus filiales la llevaron a la bancarrota en 1994, momento en el que las acciones de Aerolíneas pasan a la Sociedad Española de Participaciones Industriales, ente público de participaciones industriales del Estado español. Durante esta etapa Aerolíneas unió sus operaciones con la línea aérea de cabotaje argentina Austral Líneas Aéreas. Hacia fines de los años 1990 la empresa estuvo técnicamente en bancarrota. El gobierno español intentó vender sus acciones a American Airlines, que manejó la aerolínea por nueve meses, pero desestimó la oferta.
En junio de 2001, Aerolíneas sufrió la peor crisis en su historia, se suspendieron vuelos a siete destinos internacionales y la aerolínea entró en convocatoria de acreedores (suspensión de pagos). En julio del mismo año, la aerolínea Aero Continente presentó a la SEPI una oferta de compra de la empresa argentina por 100 millones de dólares.
En octubre de 2001, el control de Aerolíneas Argentinas y Austral Líneas Aéreas se cedió al Grupo Marsans (un consorcio español formado por las aerolíneas privadas Spanair y Air Comet), que adquirió el 92.1 % de las acciones. La Auditoría General de la Nación estableció entonces que Aerolíneas Argentinas había quedado, luego de dieciocho años de gestión española, con un patrimonio negativo de dos mil quinientos millones de pesos y un pasivo de 890 millones de dólares. Air Comet se equipó a través de las empresas del Grupo Aerolíneas, se basaron en los negocios de las empresas del Grupo Aerolíneas para apalancar el crecimiento de unidades de negocios distintas, como Air Comet Europa, Air Comet Chile, Marsans Internacional Argentina y Marsans Internacional Chile que hizo llevar a Aerolíneas a un estado de precariedad extrema.

### Gestión Grupo Marsans (2001-2008)

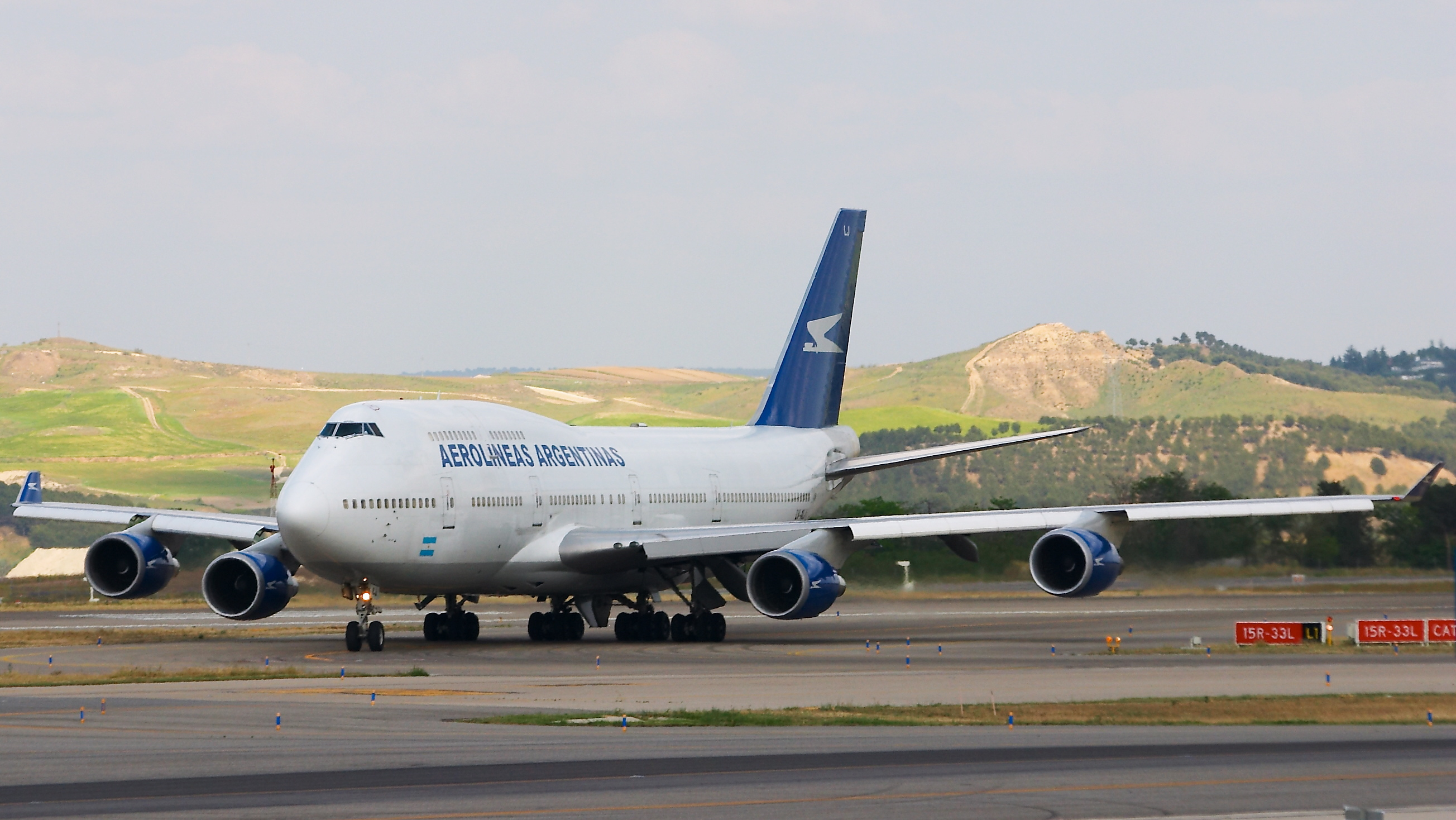
Boeing 747-400 de Aerolíneas Argentinas, luciendo el esquema que utilizan las aeronaves desde la gestión del Grupo Marsans.

Luego de estar al borde del cierre durante casi todo 2001, combinado con los efectos adversos sobre la industria de los atentados del 11 de septiembre de 2001 y la crisis económica argentina, Aerolíneas clausuró los servicios internacionales por unos días a principios del año 2002. Tras recibir una inyección de capital (cincuenta millones de dólares del Grupo Marsans) pudo retomar la prestación.
En 2002 la empresa salió de la convocatoria de acreedores luego de que un juez de Buenos Aires aceptó la reestructuración de su deuda. Ya por estas fechas Aerolíneas poseía una flota de aviones Airbus A310, Airbus A340-200, Boeing 737-200, Boeing 747-200, McDonnell Douglas MD-83 y McDonnell Douglas MD-88.[cita requerida]
El 6 de diciembre de 2004, el Grupo Marsans crea Aerolíneas del Sur, filial chilena de Aerolíneas Argentinas, con aeronaves y recursos propiedad de Aerolíneas. En 2005 el Grupo Marsans intentó crear Aerolíneas del Perú como filial peruana de Aerolíneas Argentinas. Esta filial chilena volaba con bastante éxito y poseía un gran porcentaje del mercado aéreo nacional chileno, pero la administración del Grupo Marsans la llevó a la quiebra en octubre de 2008.
Hacia fines de 2007 y principios de 2008 Aerolíneas entró en otra crisis debido al mal servicio, cancelaciones, demoras en vuelos y pasajeros varados. Durante ese periodo el Grupo Marsans se encontraba en plena negociación con el empresario argentino Juan Carlos López Mena, dueño de Buquebus, empresa que se dedicada al transporte fluvial de pasajeros entre Argentina y Uruguay; el empresario argentino no aceptó la compra, ya que Aerolíneas arrastraba una deuda millonaria. Se denunció que el Grupo Marsans utilizó a Aerolíneas Argentinas para beneficiar sus empresas.
A 2007, Aerolíneas mostraba en sus Estados Contables un patrimonio neto (capital) negativo por ochenta y un millones de pesos, lo que representaba una caída interanual del 120 %. El índice de liquidez ácida se ubicaba en el 0.35. Por su parte Austral presentaba un patrimonio neto negativo por diez millones de pesos (caída interanual del 111 %), y resultados negativos por ochenta y nueve millones de pesos.

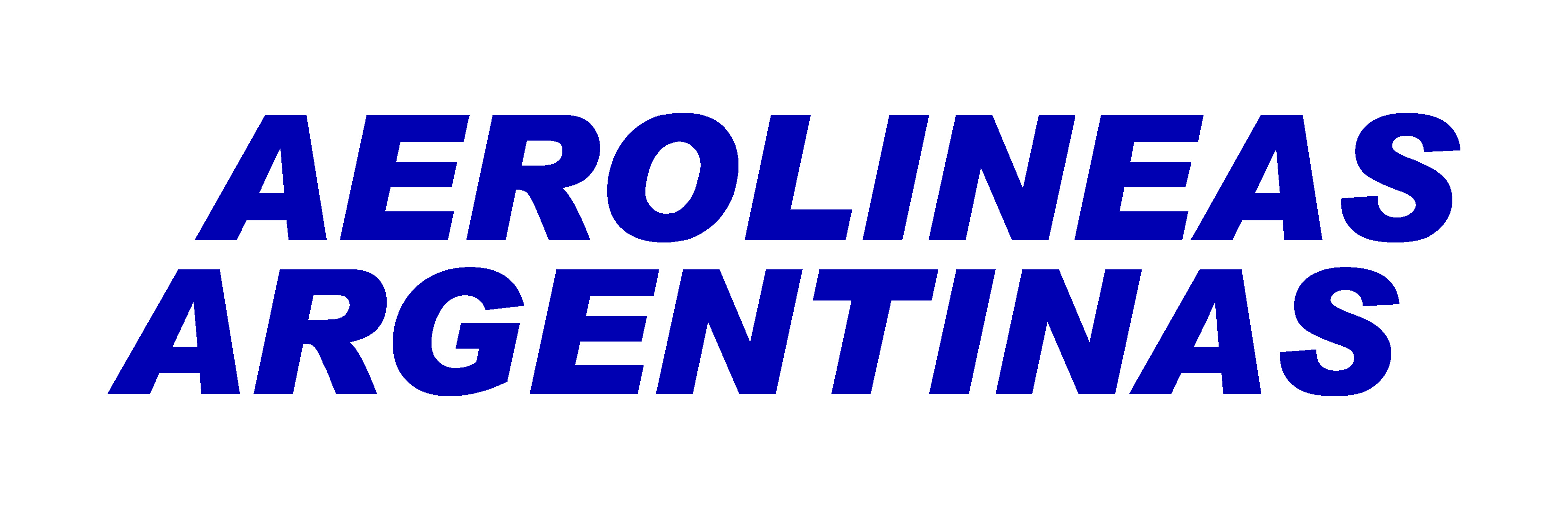
Logotipo antiguo que utilizó Aerolíneas Argentinas hasta el 9 de junio de 2010.

El Grupo Marsans transfirió dinero, aviones y combustible para mantener las operaciones de Air Comet y Air Comet Chile. Antes de controlar a la empresa argentina, el Grupo Marsans poseía a Air Plus Comet una empresa aérea española dedicada a vuelos chárters. El Grupo Marsans transfirió temporalmente en 2001 aviones propiedad de Aerolíneas Argentinas a la empresa española Air Plus Comet, que luego fueron devueltos totalmente destrozados e imposibles de reparar. Además se supo, gracias a investigaciones periodísticas, que Air Comet cargaba combustible en sus aviones y luego lo facturaba como si hubiese sido cargado en una aeronave de Aerolíneas Argentinas, incrementando las deudas de la aerolínea argentina. Unos años después, Aerolíneas del Sur (Air Comet Chile), también de Marsans, cerró operaciones el 21 de diciembre de 2009. Air Comet Chile también quebró en octubre de 2008. Casualmente ambas aerolíneas quebraron luego de que el Grupo Marsans fue obligado a retirarse de Aerolíneas Argentinas; literalmente se dice que se cortó el dinero desde Buenos Aires, ya que la aerolínea argentina pagaba cuentas ajenas para mantener operable a todas las otras empresas aéreas del Grupo Marsans.
Los Estados Contables especiales cerrados el 17 de julio de 2008 con motivo de la estatización indicaban un patrimonio neto (capital) negativo de 894 millones de pesos. La pérdida del período era de 803 millones, y los resultados no asignados, también negativos por 1891 millones de pesos. El pasivo se encontraba subvaluado en unos 209 millones debido a que no se registraba el compromiso futuro por los puntos otorgados al momento de la compra de un pasaje. El índice de liquidez ácida (prueba ácida) arrojaba un valor de 0.26 (una caída del 25 % frente al ejercicio 2007). Una auditoría realizada por la AGN indicó que, en realidad, los valores ajustados de patrimonio neto eran de 2150 millones negativos en el caso de Aerolíneas y de 365 millones negativos en el caso de Austral.
Cabe destacar que la ley que regula las sociedades comerciales en Argentina indica como causal de disolución de las mismas la pérdida del capital social.
Otra deficiencia, señalada por un informe de la Auditoría General de la Nación, fue el hecho de que Austral funcionaba como una prestadora de servicios para Aerolíneas y la información de ambas compañías era procesada por el mismo personal, sin controles que evitasen posibles conflictos de interés entre ambas. Lo mismo ocurría con los inventarios de repuestos, que era gestionada por un mismo sector para ambas empresas. Existía una falta generalizada de controles y auditoría interna.

### Estatización

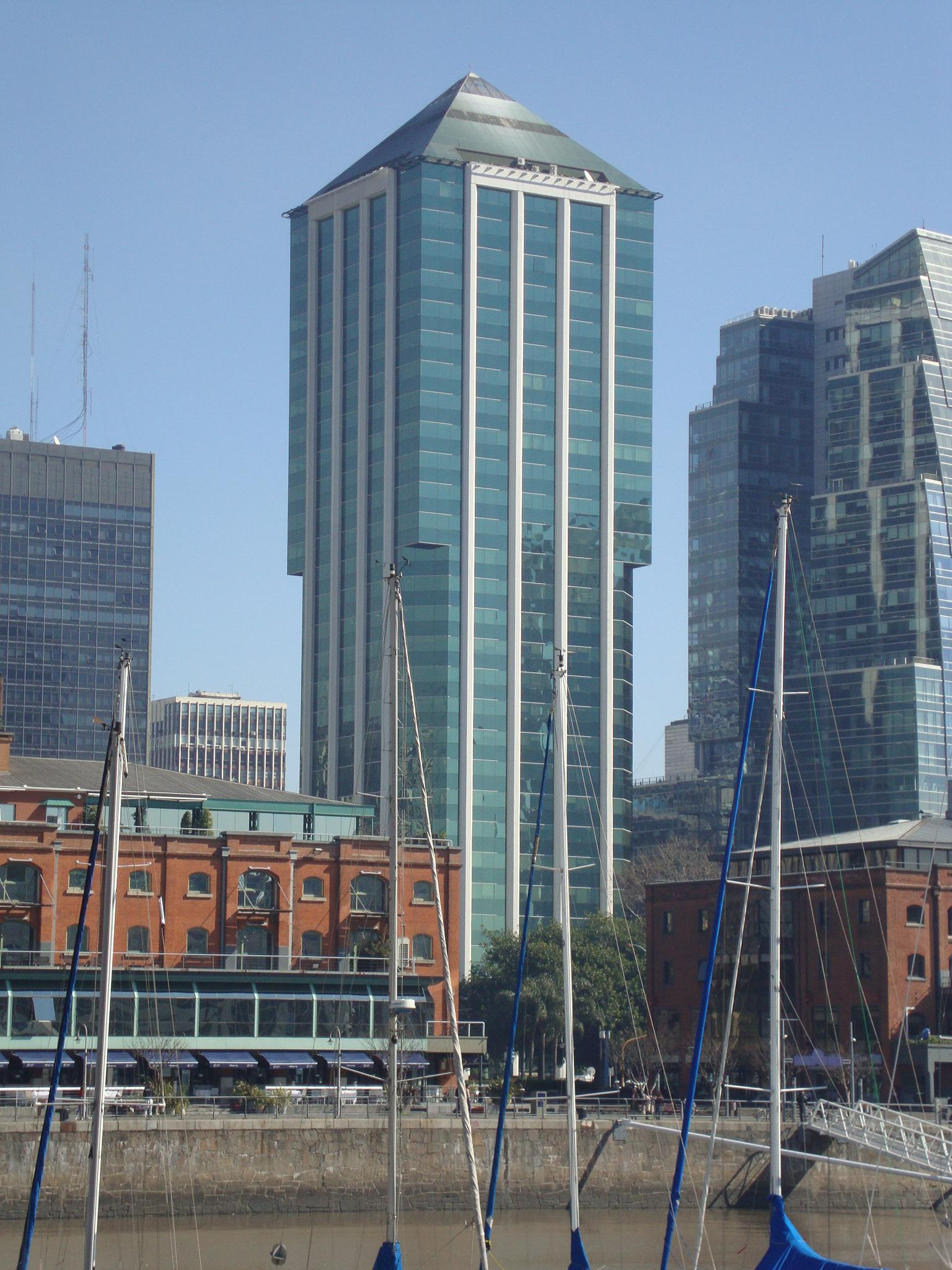
Torre Bouchard, en el centro de Buenos Aires, sede de Aerolíneas Argentinas.

El 10 de julio de 2008, representantes del Estado argentino dentro del directorio del Grupo Aerolíneas denunciaron a la empresa ante la justicia, solicitando la intervención judicial.
El 17 de julio de 2008, durante un acto de inauguración de obras realizadas en el Aeropuerto Internacional de Resistencia, la presidenta Cristina Fernández de Kirchner anunció el proyecto de ley para la estatización de Aerolíneas Argentinas, Austral Líneas Aéreas y las demás empresas pertenecientes al Grupo Aerolíneas Argentinas. Para esto, se firmó un acta acuerdo entre el Estado Nacional (representado por Ricardo Jaime) y la empresa (representada por Eduardo Aranda Unzurrunzaga), fijando las pautas para la operación. Entre otros aspectos, las partes se comprometieron a que el precio de venta de las acciones fuera fijado por una evaluadora designada por la empresa y que, en caso de no ser este aceptado por el Estado, una entidad imparcial debería realizar una nueva valuación, que sería la definitiva.
El 24 de julio, el gobierno envió  al Congreso de la Nación el proyecto de estatización de Aerolíneas Argentinas.
El 22 de agosto de 2008 el proyecto de estatización fue aprobado en Diputados por 167 votos a favor y 79 en contra, y fue remitido para su tratamiento por el Senado. El día 3 de septiembre de 2008, el proyecto fue aprobado en el Senado por cuarenta y seis votos en favor y veintiuno en contra, convirtiéndose en la Ley 26.412. Si bien el proyecto de ley establecía la aprobación del Acta Acuerdo con la empresa previamente mencionada, esto fue eliminado del texto final. Algunos legisladores de la Coalición Cívica, el PRO y la UCR se mostraron contrarios a la iniciativa, planteando la quiebra de la sociedad y la creación de una nueva empresa, con el fin de que Aerolíneas no tuviera que absorber los pasivos ocasionados por el Grupo Marsans, valuados en 890 millones de dólares. Esta posibilidad fue criticada por los gremios del sector.
Posteriormente, el 17 de diciembre de 2008 se sancionó la Ley 26.466, declarando de utilidad pública y sujetas a expropiación las acciones de las empresas del grupo. En la misma se fijaban condiciones para continuar el proceso y asegurar la continuidad de las operaciones, siendo todas las necesidades financieras cubiertas por el Estado Nacional. Establecía además, la transferencia de un máximo del 10 % del paquete accionario del Grupo a sus trabajadores. La compañía proyectaba un déficit de doscientos cincuenta millones de dólares para el año 2008.

#### Reacciones y consecuencias de la estatización
El 19 de noviembre de 2012 los gobernadores provinciales de todo el país, salvo los de Córdoba y Santa Cruz, expresaron con una solicitada publicada en la prensa a nivel nacional su apoyo total a la decisión de la presidenta Cristina Fernández de Kirchner de estatizar la aerolínea de bandera del país. Estos veintiún gobernadores, acompañados por varios intendentes municipales, argumentaron que, siendo la Argentina el octavo país más extenso de la Tierra, se trataba de una herramienta fundamental para llegar a cada punto del país, ya que las líneas aéreas privadas solamente operan a los destinos rentables, dejando afuera de su red a una gran cantidad de ciudades del interior. También agregaron que Aerolíneas Argentinas vuela con más frecuencias y ofrece un servicio de mayor calidad, con una nueva lógica de conexión federal.
En 2010 se denunció penalmente por supuesta «estafa procesal» al fondo especulativo estadounidense Burford Capital y al grupo español Marsans, y en 2015 impulsó una denuncia contra el Grupo Marsans, el fondo Burford Capital y sus abogados argentinos el bufete Fargosi Abogados por un presunto fraude debido a la demanda que presentaron contra el Estado argentino por la expropiación de Aerolíneas Argentinas y Austral, denuncia que fue desestimada por falta de pruebas y sustento legal. En tanto, la procuradora del Tesoro de Argentina, junto al fiscal contra la Criminalidad Económica y Lavado de Activos, presentaron una denuncia penal por presunto fraude al Estado argentino contra los dueños de Marsans y contra uno de sus dueños Gerardo Díaz Ferrán, que posteriormente fueron condenado como «autores criminalmente responsables de un delito contra la Hacienda Pública» por noventa y nueve millones de euros del impuesto de sociedades en 2001, cuando Air Comet compró Aerolíneas Argentinas.
Antonio Mata, expresidente español de Aerolíneas Argentinas, fue condenado en 2013 a dos años de prisión en España y multado por noventa y nueve millones de euros. En tanto Gerardo Díaz Ferrán, exsocio de Mata en AirComet, empresa dueña de Aerolíneas Argentinas hasta el año 2008, fue puesto en prisión preventiva por el vaciamiento del grupo Marsans. En 2014 la Justicia española hizo lugar a una nueva demanda de Aerolíneas Argentinas contra Díaz Ferrán, Antonio Mata y Air Comet por la apropiación indebida de 453 millones de dólares en la operación de compra por parte de Air Comet cuando Aerolíneas era propiedad española.
El 16 de diciembre de 2008 el Grupo Marsans comenzó una demanda en el CIADI por la expropiación de Aerolíneas. El litigio a cargo de Fargosi Abogados se originó porque la expropiación de Aerolíneas se hizo sin acuerdo sobre la valuación de la compañía. El Tribunal de Tasación de la Nación consideró que la compañía estaba quebrada y tenía un valor de -832 millones de dólares; mientras que el consorcio español reclamaba 1560 millones de dólares por la aerolínea de bandera. En mayo de 2019, el Centro Internacional de Arreglo de Diferencias relativas a Inversiones (CIADI) condenó al Estado a pagar más de 320 millones de dólares por la expropiación de la empresa.

### Gestión estatal
El 30 de diciembre de 2008, el decreto del poder ejecutivo 2.347 designó como organismo expropiante al Ministerio de Planificación federal, y creó un comité de cuatro miembros para administrar la compañía hasta que finalizase el proceso de la expropiación. Este comité estaría integrado por Julio Alak, Jorge Simeonoff, Juan de Dios Cincunegui y Héctor María García Cuerva. Se instruyó además a la Procuración del Tesoro de la Nación a presentarse en todas las causas penales que investigasen delitos cometidos por la administración previa de Aerolíneas.
El 13 de julio de 2009, se designó por decreto presidencial a Mariano Recalde como miembro de la comisión. El día siguiente el directorio de Aerolíneas lo avaló como miembro y director de tal órgano, convirtiéndose en el presidente de la empresa. Para este entonces, Alak y García Cuerva, dos de los miembros originales del comité regularizador, lo habían abandonado tras ser designados en el Ministerio de Justicia.

#### Período 2008-2015
A julio de 2008, momento de la estatización, la empresa contaba con una flota de ochenta y ocho aeronaves: sesenta y siete en operación y veintiuna desprogramadas (treinta y nueve disponibles para volar y veintiocho en mantenimiento). De ellas, cinco se encontraban bajo el régimen de leasing financiero, y otras cincuenta y ocho bajo leasing operativo. Era la flota más antigua de entre sus competidoras a nivel internacional, con una edad promedio de 19.4 años.
Desde 2009 se modernizó la flota, se adquirió simuladores de vuelo y crearon nuevas rutas de vuelo intercontinentales, nacionales y regionales. El 22 de mayo de 2009, para reemplazar a los MD-80, Austral firmó un contrato con el fabricante brasileño Embraer para la provisión de 20 aviones E-190 a un costo de setecientos millones de dólares (treinta y cinco millones por cada avión), que se financiarían en un 85% mediante un crédito otorgado por el BNDES brasileño. Este contrato fue criticado por supuestos sobreprecios, ya que los aviones se estaban pagando cada uno a un precio superior en cinco millones de dólares a los valores de mercado. Juan Pablo Schiavi (entonces Secretario de Transporte) indicó que el costo era un poco superior por la configuración del avión, requerida para recuperar el segmento de clientes corporativos, y que la operación era sumamente conveniente y ventajosa.
A junio de 2009, la empresa poseía sesenta y dos aeronaves operativas (cuarenta y siete disponibles para volar y quince en mantenimiento) y veintinueve aeronaves desprogramadas. Cinco de ellas se encontraban bajo el régimen de leasing financiero, y otras sesenta bajo leasing operativo (a un costo mensual de 1 668 000 dólares y 7 891 500 dólares, respectivamente). Esto representaba una reducción en cinco de las aeronaves en servicio, pero un aumento en 8 unidades de las disponibles para volar. En los primeros diez meses de gestión estatal se devolvieron cuatro aeronaves desprogramadas y se incorporaron siete nuevas: dos Boeing 737-700 bajo propiedad de Aerolíneas, dos Boeing 737‑700 en leasing con la firma GECAS, y tres MD-88 en leasing con BBAM. Las aeronaves en propiedad de Aerolíneas (LV-BYY y LV-BZA) fueron las primeras compras de equipos nuevos en diecisiete años. Se desembolsaron 80.2 millones de dólares para su compra.
En el año 2009 se transportaron 299 171 pasajeros internacionales durante los primeros siete meses, un 22 % menos que en igual período del año anterior, y un 36 % menos que en 2007. Durante el mismo período de 2009, los vuelos regionales fueron utilizados por 469 529 pasajeros, un 22 % menos que en 2008 y un 26 % menos que en 2008. Durante 2009, la empresa operó en cincuenta y cuatro rutas, veinte de ellas internacionales. Todas las rutas  perdían dinero (excepto Florianópolis, Punta del Este, Calafate, Trelew, Salta, Jujuy y Tucumán), en base al análisis del coeficiente de ocupación - rentabilidad (Break Even Load Factor). El coeficiente de ocupación promedio fue del 69 % en el primer semestre de 2009, y la disponibilidad de la flota de un 96.7 % a junio de 2009 (por encima de los objetivos y de lo registrado en 2008).
El 3 de enero de 2010, Aerolíneas sumó un nuevo destino internacional, con vuelos regulares una vez por semana a Salvador de Bahía, Brasil. A mayo de 2010 la ruta se opera con dos frecuencias semanales los días jueves y domingos, a bordo de los recientemente incorporados Boeing 737‑700. A mediados de marzo de 2011 se dejó de operar este destino por razones operativas.
En enero de 2010, ocho meses después de la primera aeronave incorporada, se completó satisfactoriamente las doce aeronaves Boeing 737‑700 que se esperaban incorporar en la flota de Aerolíneas. Las matrículas son LV-BYY, LV-BZA, LV-GOO, LV-BZO, LV-CAD, LV-CAM, LV-CAP, LV-CBF, LV-CBT, LV-CBG, LV-CBS y LV-CCR. Todas las aeronaves poseen winglets, excepto los LV-BYY y LV-GOO.
Desde el 14 de marzo de 2010, acompañado de una nueva programación en todos los vuelos nacionales y regionales, Aerolíneas Argentinas inauguró el Hub Aeroparque que consiste en ofrecer vuelos regionales desde el Aeroparque Jorge Newbery de la ciudad de Buenos Aires, para que los pasajeros en tránsito puedan realizar conexiones con vuelos nacionales e internacionales todo en un mismo aeropuerto. Esto implicó mover los vuelos a Asunción, Florianópolis, Santiago de Chile, San Pablo, Salvador de Bahía, Porto Alegre y Río de Janeiro que se operaban desde y hacia el Aeropuerto Internacional de Ezeiza, para que comiencen a operar desde y hacia el Aeroparque Jorge Newbery. Los vuelos a San Pablo y Río de Janeiro son los únicos que se siguen ofreciendo desde y hacia ambos aeropuertos.
El 17 de mayo de 2010, la presidenta Cristina Fernández de Kirchner y el CEO de Aerolíneas en su visita a Madrid, reinauguraron las oficinas que Aerolíneas había adquirido originalmente en 1969 cuando era estatal y que se habían dejado de usar desde y durante la gestión privada. El mismo día el gerente europeo de Aerolíneas anunció el interés de la aerolínea argentina en abrir un hub en Madrid o Barcelona, para llegar a destinos europeos. Entre los anunciados están París y Londres.
El 9 de junio de 2010, el Grupo Aerolíneas presentó su nueva imagen para todas sus marcas y áreas de la empresa (Aerolíneas Argentinas, Austral Líneas Aéreas, Aerolíneas Argentinas Cargo, Aerohandling, Jet Paq y Optar). Un cambio renovador, nunca antes visto en la historia de la empresa, elevando en el nuevo esquema que utilizaran sus aviones los colores de la bandera argentina, ya que en el esquema se incorporan por primera vez el color celeste y amarillo, además del blanco y gris plata. El cambio de imagen era una de las prioridades de la nueva gestión Estatal. A las pocas horas de la presentación, la página web de la empresa fue actualizada completamente acorde a la nueva imagen.
El 14 de marzo de 2010 la empresa inaugura los vuelos denominados 'Corredor Federal'. Casi en simultáneo con dos aeronaves MD-80 se realizan los tramos de ida y vuelta por separado, Iguazú-Salta-Mendoza-Bariloche y Bariloche-Mendoza-Salta-Iguazú. Estos vuelos son operados dos veces por semana los días miércoles y sábados con aviones de Austral Líneas Aéreas.
El 20 de septiembre de 2010 fueron incorporadas las primeras dos aeronaves Embraer 190 para Austral Líneas Aéreas, en el marco de la ampliación y modernización de la flota; en total veintidós aeronaves Embraer se incorporaron a la flota en cinco años. Las primeras dos aeronaves de este tipo poseen las matrículas argentinas LV-CDY y LV-CDZ respectivamente. Todas las aeronaves encargadas están configuradas para transportar a 98 pasajeros, y cada butaca cuenta con pantallas individuales para un mejor entretenimiento del cliente durante su vuelo, servicio nunca antes brindado en cabotaje por una línea aérea argentina.
El 29 de noviembre de 2010 en la Casa Rosada la presidenta Cristina Fernández de Kirchner, el CEO de Aerolíneas Argentinas y Austral Líneas Aéreas Mariano Recalde y el CEO de Sky Team Marie Joseph Malé firmaron el acuerdo definitivo para que Aerolíneas Argentinas ingresé como socio pleno de Sky Team. Esto se traduce como mayor prestigio internacional para la empresa y mejoras significativas para los pasajeros como por ejemplo más destinos internacionales, salones V.I.P. en todos los aeropuertos y común acumulación de millas en cualquiera de las aerolíneas pertenecientes a esta alianza. Delta Airlines como miembro fundador de Sky Team mediante un comunicado oficial celebró la futura incorporación de Aerolíneas Argentinas a la alianza. El 29 de agosto de 2012, Aerolíneas Argentinas y Austral Líneas Aéreas se une a SkyTeam, quedando así como el miembro número 18 y se convirtió en el 1.er miembro suramericano de la alianza.

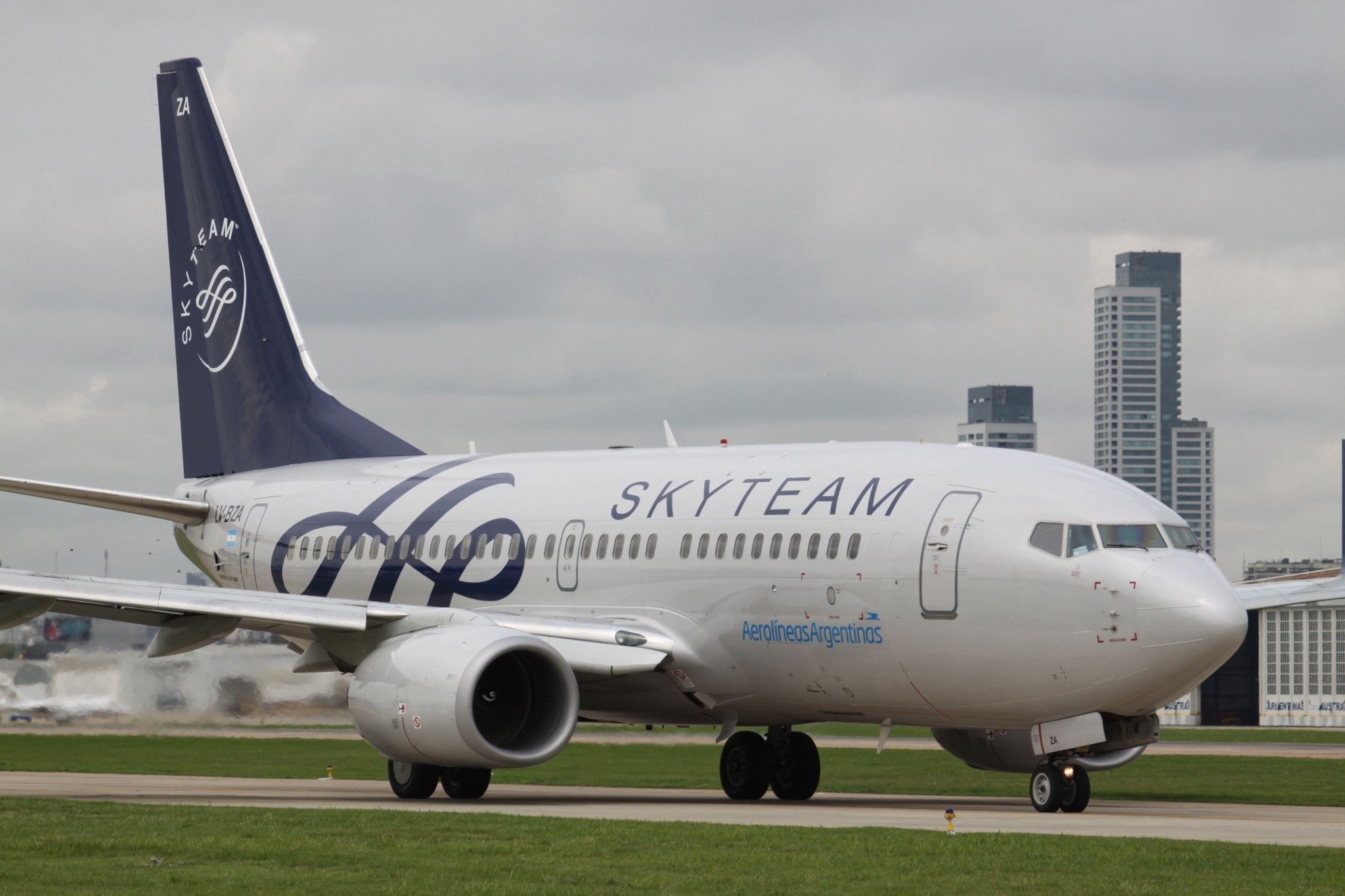
Boeing 737 de Aerolíneas Argentinas con esquema SkyTeam.

Tal como estaba programado, el jueves 3 de marzo de 2011 despegó desde el Aeropuerto Internacional de Ezeiza el Airbus A340-200 matrícula LV-ZRA de Aerolíneas Argentinas, para dar comienzo a los vuelos que unirán a partir de ahora a Buenos Aires con la Ciudad de México. Los vuelos operan con cuatro frecuencias semanales que parten desde Buenos Aires los días lunes, martes, jueves y domingos. Hacía más de tres años y bajo la gestión privada que Aerolíneas Argentinas había dejado de volar a la capital mexicana. La Ciudad de México es el primer destino de largo radio que recupera la empresa en esta gestión estatal.[cita requerida] El 16 de diciembre de 2013 comenzó a volar la ruta Buenos Aires-Nueva York, con un vuelo diario, partiendo de EZE a las 23:00 horas. Esta decisión implicó retomar una de las rutas emblemáticas de la compañía, abandonada durante la gestión de Marsans.
El 7 de febrero de 2011, según un informe de la oficina alemana de JACDEC (Jet Airliner Crash Data Evaluation Centre) Aerolíneas Argentinas figura entre las diez empresas aéreas más seguras del mundo, que detalla que las diez compañías aerocomerciales más seguras son: British Airways, Air Canada, All Nippon Airways, Qantas, Finnair, Air Lingus, Air New Zealand, Aerolíneas Argentinas, TAP Portugal y Cathay Pacific.
La aerolínea consiguió transformarse en 2012 en el primer miembro sudamericano de la alianza SkyTeam. Durante ese período se incrementaron la cantidad de vuelos en un 102 % gracias a la ampliación de la flota de 21 a 71 aviones operativos y a la mayor conectividad entre ciudades del interior, la cantidad de pasajeros creció un 80 % entre el periodo 2008-2014, pasando de 5.3 millones a 9.7 millones.
Hacia 2013, según la Asociación Argentina de Derecho del Turismo, la aerolínea alcanzó cien días de puntualidad perfecta, asimismo, las partidas de Aerolíneas Argentinas y Austral desde el Aeropuerto de Ezeiza tuvieron una puntualidad de 96.6 % y las llegadas de vuelos del 97.3 %, cifra superior al 27 % de puntualidad que tenía en 2007 antes de ser estatizada.
En octubre de 2013 se anunció la incorporación de veinte aeronaves nuevas en el período 2016/2018, con una inversión de 1800 millones de dólares, que permitirá una notable reducción de costos operativos y ahorro de combustible. A finales de ese año se incorporaron un Boeing 737-800 destinado a vuelos de cabotaje y regionales; un Airbus 330-200 y un Airbus 340-200 para vuelos internacionales. Se así alcanzó la meta de 66 aviones operativos. Ese año la cantidad de vuelos de la empresa aumentó alrededor de 20 %.
El 5 de marzo de 2014, después de veinticinco años, Aerolíneas Argentinas mediante vuelos de su filial Austral Líneas Aéreas, retoma la ruta desde Buenos Aires-Aeroparque hacia la Ciudad de Paraná, capital de la Provincia de Entre Ríos. Los vuelos tienen una frecuencia diaria operados con aeronaves Embraer 190. De esta manera, Aerolíneas vuelve a volar a todas las capitales del país. en junio de ese año el secretario de Transporte, Alejandro Ramos, adelantó que desde agosto Iguazú se va a conectar con las ciudades de Córdoba y Rosario, sumando un nuevo corredor federal. El destino misionero, convertido en una de las Siete Maravillas Naturales del Mundo, sumó una nueva conexión federal, como la que ya se lleva adelante con Salta y Bariloche, sin pasar por Buenos Aires.
En 2014, con motivo de la Copa Mundial de Fútbol 2014, el presidente de Aerolíneas Argentinas, Mariano Recalde, firmó un acuerdo con la brasileña Gol que permite a las empresas comercializar vuelos en forma indistinta, y a los clientes acumular millas de ambas firmas.
Desde mediados de 2014 ofrece un servicio de traslados en autobuses hasta el aeropuerto de Ezeiza. Ese mismo año, con un 89 % de ocupación, Aerolíneas Argentinas inauguró vuelos directos entre la ciudad de Bariloche y Rosario. El Grupo Aerolíneas llevó a cabo un programa de renovación de flota, la cual está compuesta por aeronaves Airbus 330, Airbus 340, Boeing 737-700/800 y Embraer 190.
En enero de 2015, Aerolíneas fue reconocida entre las 25 mejores firmas aerocomerciales del mundo, escalando fuertemente desde el puesto 95 en el que estaba ubicada en la lista de clasificación en el año 2013. Para este año Aerolíneas Argentinas espera incrementar 15 % sus operaciones aéreas y 16% la oferta de asientos a partir de la apertura de nuevas rutas y el incremento de las frecuencias. Se prevé incorporar tres nuevas rutas en el corredor sur volando a Comodoro Rivadavia, Río Gallegos, Córdoba y Rosario, por un lado, y Córdoba y Rosario a Bariloche por el otro. Además de recuperar vuelos a Quito y Guayaquil, abandonados durante la gestión privada. El Plan Operativo contempla la apertura de nuevas rutas internacionales donde se destacan: Punta Cana con tres frecuencias semanales; La Habana con dos frecuencias; y Cancún. Aerolíneas Argentinas sumó una nueva ruta el 3 de marzo de 2015 empezando a operar desde Tucumán con destino Córdoba.
El 28 de febrero de 2015 incorporó el primero de los cuatro Airbus 330-200 ordenados directamente a la fábrica. Es el primer avión cero kilómetro de fuselaje ancho que se incorpora a la flota en treinta y siete años (los anteriores fueron en 1978 los 747 jumbo de «Boeing»). Además, el Airbus 330-200 —que es el avión número 70 de la compañía— es el primero de la historia que la fábrica francesa entrega a Aerolíneas. En marzo llegó a acuerdos de colaboración con Korean Air para volar a Seúl y con la compañía rusa Aeroflot, para operar vuelos conjuntos a través de códigos compartidos.
La Aerolínea construyó el Centro de Formación y Entrenamiento de Pilotos de la República Argentina por lo que los pilotos ya no necesitan ir al exterior para capacitarse, lo que implica un gran ahorro, además de generar divisas alquilando horas de simulador de vuelo a compañías extranjeras. También al año 2015 se inició la construcción del Hangar 5 en Ezeiza, que será el hangar más grande de Latinoamérica.
El 11 de marzo de 2015, Aerolíneas Argentinas incorporó un Boeing 737-800, matrícula LV-FVM, el marco de ampliación y moderinizacion de la flota, con presencia del presidente de la compañía Mariano Recalde y el ministro de economía Axel Kicillof. El 21 de abril, la empresa incorporaba el segundo boeing 737-800 con la matrícula LV-FVN. Y al finalizar el mismo mes llegaba el segundo de los cuatro Airbus A330-200 con la matrícula LV-FVI que fueron comprados directamente a la fábrica de Airbus en Francia.
La entonces presidenta de la Nación, Cristina Fernández de Kirchner, inauguró en diciembre de ese año el nuevo Hangar 5, que demandó una inversión de 280 millones de pesos. Esta gigante infraestructura tiene una superficie de once mil metros cuadrados, cuenta con tecnología robótica y es el hangar más grande de Latinoamérica.

#### Período 2016-2019
En enero de 2016, con la asunción de Mauricio Macri al poder ejecutivo, Isela Costantini asumió al cargo de CEO de Aerolíneas Argentinas. Una de las primeras medidas tomadas por Costantini fue la de rescindir un convenio con la aerolínea regional Sol Líneas Aéreas, llevándola a un estado de inviabilidad financiera, ya que ésta no era sustentable por sí misma[cita requerida]. Sol se declaró en quiebra al día siguiente, provocando el cese de las actividades, dejando a pasajeros varados, a casi trescientas personas sin empleo y a pequeñas ciudades del país sin conexión aérea.
El 25 de enero de 2016, la compañía incorporó a su flota el avión número 74, un Boeing 737-800, cero kilómetro, con matrícula LV-GFQ. Asimismo, el 20 de abril de 2016, se incorporó el avión número 75, un Embraer E190 que operaría para su filial Austral Líneas Aéreas con matrícula LV-GAQ.
Constantini renunció al cargo de CEO de la aerolínea de bandera en diciembre de 2016. Tras su renuncia, fue reemplazada por el número uno de Intercargo, Mario Agustín Dell'Acqua. En julio de 2018 asume como CEO Luis Malvido quien ocupó el cargo hasta diciembre de 2019.

#### Período 2020-actualidad
El gobierno de Alberto Fernández designó a Pablo Ceriani como presidente de la empresa en diciembre de 2019. En mayo de 2020, Ceriani anunció que Aerolíneas Argentinas absorbería a Austral a fines de dicho año. Además, se crearon dos nuevas unidades de negocios: una de mantenimiento y reparación de aviones para dar servicios a terceros y otra de transporte de carga.
En junio de 2020, a causa de la estricta cuarentena en el marco de la pandemia del coronavirus que canceló los vuelos regulares durante meses, la empresa debió suspender a siete mil quinientos trabajadores.
En tiempos de pandemia, la aerolínea trasladó ciudadanos argentinos desde distintos países en los denominados «vuelos de repatriación». También se realizaron distintos vuelos acondicionados para traer insumos médicos desde China.
El 24 de diciembre de 2020, se realizó el primer vuelo para traer al país las primeras dosis de vacunas Sputnik V contra el COVID-19, desde Moscú.

## Balance económico

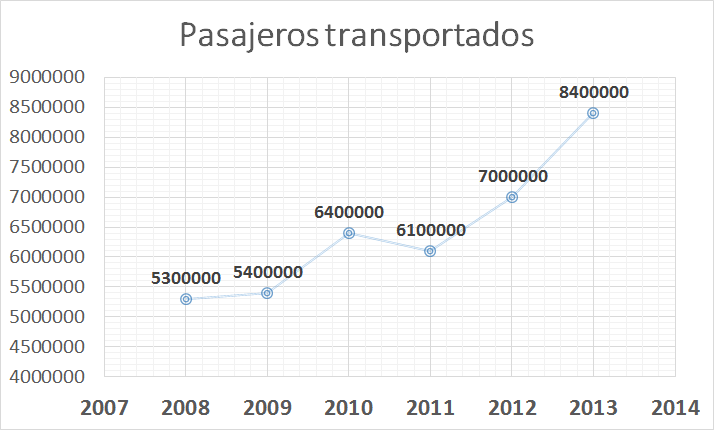
Pasajeros transportados por Aerolíneas Argentinas. 2008-2013.

Entre 2008 y 2014, el crecimiento de vuelos de la aerolínea estatal fue de un 102 %; en pasajeros un 80 % y en ingresos un 71 %.
Cuando el Estado argentino se hizo cargo de la aerolínea, en el año 2008 (que corresponde al último año de la gestión privada), el déficit era 942 millones de dólares y la facturación mil millones de dólares. En 2015 Aerolíneas Argentinas dio un déficit por unos 464 millones de dólares.
Desde que fue estatizada la participación presupuestaria, la compañía recibió en 2009 aportes del Estado que significaron el 0.73 % del Presupuesto Nacional, en 2010 el 0.53 % y en 2013 volvió a reducirla al 0.37 % y para 2014 cerró en el 0.17 %. A partir del 29 de agosto de 2012, Aerolíneas es confirmado como miembro de la alianza global SkyTeam, ofreciendo a sus pasajeros la posibilidad de volar a 1057 destinos a nivel mundial.
Respecto de la facturación, las ventas alcanzaron los 1918 millones de dólares, un 21.7 % más que en 2012. También aumentaron las frecuencias y las horas de vuelo y la cantidad de pasajeros transportados un 16.3 %, un 14 % y un 19.1 %, respectivamente. Aumentaron los ingresos un 73 %, el valor de la flota antes de estatizarse era de 342 millones de dólares y en 2015 valía 1635 millones de dólares.
En 2013 se transportaron un 54 % más de pasajeros que en 2009 y la cantidad de vuelos realizados aumentó 42 %, pasando de 26 383 en 2009 a 45 049 frecuencias en cuatro años.
Las mejoras realizadas en la compañía generan mayores índices de puntualidad y confiabilidad, por lo que ha logrado alcanzar un 83.8 % de participación en los vuelos de cabotaje en Argentina. A partir del cumplimiento del «Plan de negocios 2010-2014» se está empezando a reflejar en los costos y beneficios de la empresa, además de la calidad del servicio. En 2008 había veintiséis aviones operativos y la flota tenía antigüedad promedio de diecinueve años. En 2015 los aviones operativos asciendían a setenta y tres con edad promedio de siete años. El 11 de marzo de 2015 Aerolíneas Argentinas incorporó un Boeing 737-800, matrícula LV-FVM, y el 21 de abril del mismo año otro 737-800, matrícula LV-FVN.[cita requerida] A marzo de 2017 Aerolíneas Argentinas se ubicó en el primer puesto de puntualidad entre las líneas aeréas de América Latina. Logró un índice de un 90 %, según un estudio realizado por la empresa FlightsStats, liderarando la lista de clasificación en puntualidad de la región.
En el año 2020, Aerolíneas Argentinas recibió aportes del tesoro por 45 076 millones de pesos, equivalentes a unos 638 millones de dólares al tipo de cambio oficial para sostener su déficit operativo.

## Empresas del Grupo Aerolíneas Argentinas
Grupo Aerolíneas Argentinas es la empresa que agrupa a las líneas aéreas Aerolíneas Argentinas y Austral Líneas Aéreas, las empresas de cargas Aerolíneas Argentinas Cargo y Jet Paq, la empresa de servicios de rampa Aerohandling, y la empresa de servicios turísticos Optar.

### Austral Líneas Aéreas

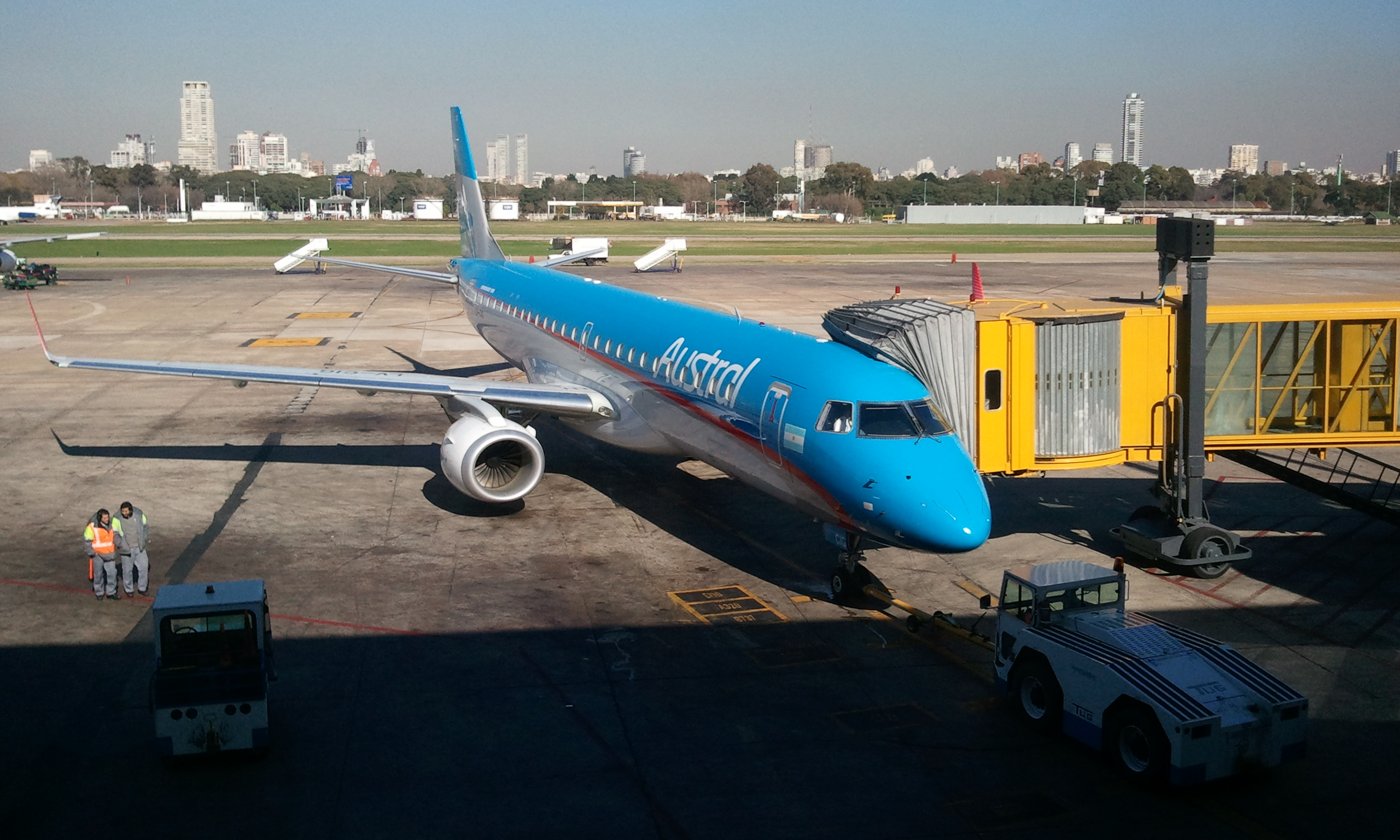
Austral Líneas Aéreas filial de Aerolíneas Argentinas.

Fue una aerolínea de pasajeros argentina dedicada a vuelos de cabotaje y regionales en actividad desde 1971. Fue filial de Aerolíneas desde la venta de ambas a la aerolínea española Iberia. Tenía su base de operaciones en el Aeroparque Jorge Newbery del cual partían sus vuelos nacionales y regionales. Aerolíneas contaba con la colaboración exclusiva de todos los vuelos que realizaba Austral Líneas Aéreas. Esta empresa realizaba sus vuelos con veintiséis aviones Embraer 190. Ahora todos pertenecientes a Aerolíneas Argentinas. Fue estatizada durante el Proceso de Reorganización Nacional.

### Aerolíneas Cargo
Aerolíneas Cargo es la empresa responsable de la comercialización de las bodegas de los aviones de Aerolíneas Argentinas para las cargas nacionales e internacionales.
Aerolíneas Cargo cuenta con una red de servicios que posibilita que las cargas lleguen a todos los destinos del mundo, ya sea en los aviones propios de la empresa, o a través de múltiples acuerdos con otras compañías de aviación o de servicios terrestres.
En noviembre de 2013, Aerolíneas Cargo se convirtió en el socio número doce de la alianza Skyteam Cargo.

### Aerohandling
Aerohandling S.A. es una empresa que se encarga de proveer todos los servicios de rampa, a los aviones de Aerolíneas Argentinas y Austral Líneas Aéreas.
Creada en mayo de 1997, comenzó a operar inicialmente en el Aeropuerto Internacional de Ezeiza y el Aeroparque Jorge Newbery. Desde noviembre de 2002 lo hace en todos los aeropuertos de la República Argentina, a donde llegan los vuelos regulares de Aerolíneas Argentinas y Austral Líneas Aéreas. También realiza operaciones en el Aeropuerto Internacional de Carrasco de Montevideo, Uruguay
Aerohandling cuenta con equipos especiales, como tractores de arrastre, vehículos, carros, escaleras, elevadores, grupos electrógenos, etc. y personal técnicamente capacitado, según las normas establecidas por las autoridades habilitantes a estos efectos. También se ha incorporado un equipo de Rayos X de última tecnología, destinado al escaneo de la carga de cabotaje, con el fin de incrementar los controles de las mercaderías para mayor seguridad en su manipuleo. Este nuevo equipo de Rayos X es el primero operado directamente por una línea aérea en el país.
Aerohandling ya no es más una empresa del grupo Aerolíneas Argentinas sino que es una gerencia de esta última.[cita requerida][¿cuándo?] Sigue manteniendo sus empleados pero cambiando el logo de «Aerohandling» simplemente a «Aerolíneas Argentinas» ya sea en los uniformes como en las maquinarias (tractores de empuje, plataformas elevadoras, carros de equipajes, etc.).[cita requerida]

### Jet Paq
Jet Paq S.A. a diferencia de Aerolíneas Cargo es la empresa responsable de la comercialización de las bodegas de los aviones de Aerolíneas Argentinas y Austral Líneas Aéreas para las cargas y pequeños paquetes en los vuelos nacionales. Ofrece más de ciento veinte vuelos diarios desde y hacia el interior del país, cubriendo todos los días más de treinta aeropuertos nacionales desde su creación en 1995. Cuenta con un sistema que por su importante infraestructura en tierra y aire, alcanza a más de quinientas localidades en el país, superando todo lo conocido hasta el momento.

### Optar
Optar S.A. es el Operador Mayorista de Servicios Turísticos de Aerolíneas Argentinas y Austral Líneas Aéreas.
Creada en 1980, Optar S.A. es el producto de la experiencia de años en la prestación de servicios turísticos, con una importante participación en el mercado, al servicio exclusivo del profesional de Turismo. Es caracterizada por el desarrollo de paquetes en todo el ámbito geográfico de Argentina, Brasil, Paraguay, Chile, Estados Unidos, México, Caribe y Europa.
Desde el año 2013, todos los funcionarios públicos deben adquirir sus pasajes y paquetes de viaje obligatoriamente a través de Optar.
Desde el año 2022 pasó a ser una S.A.U.

## Atención a bordo

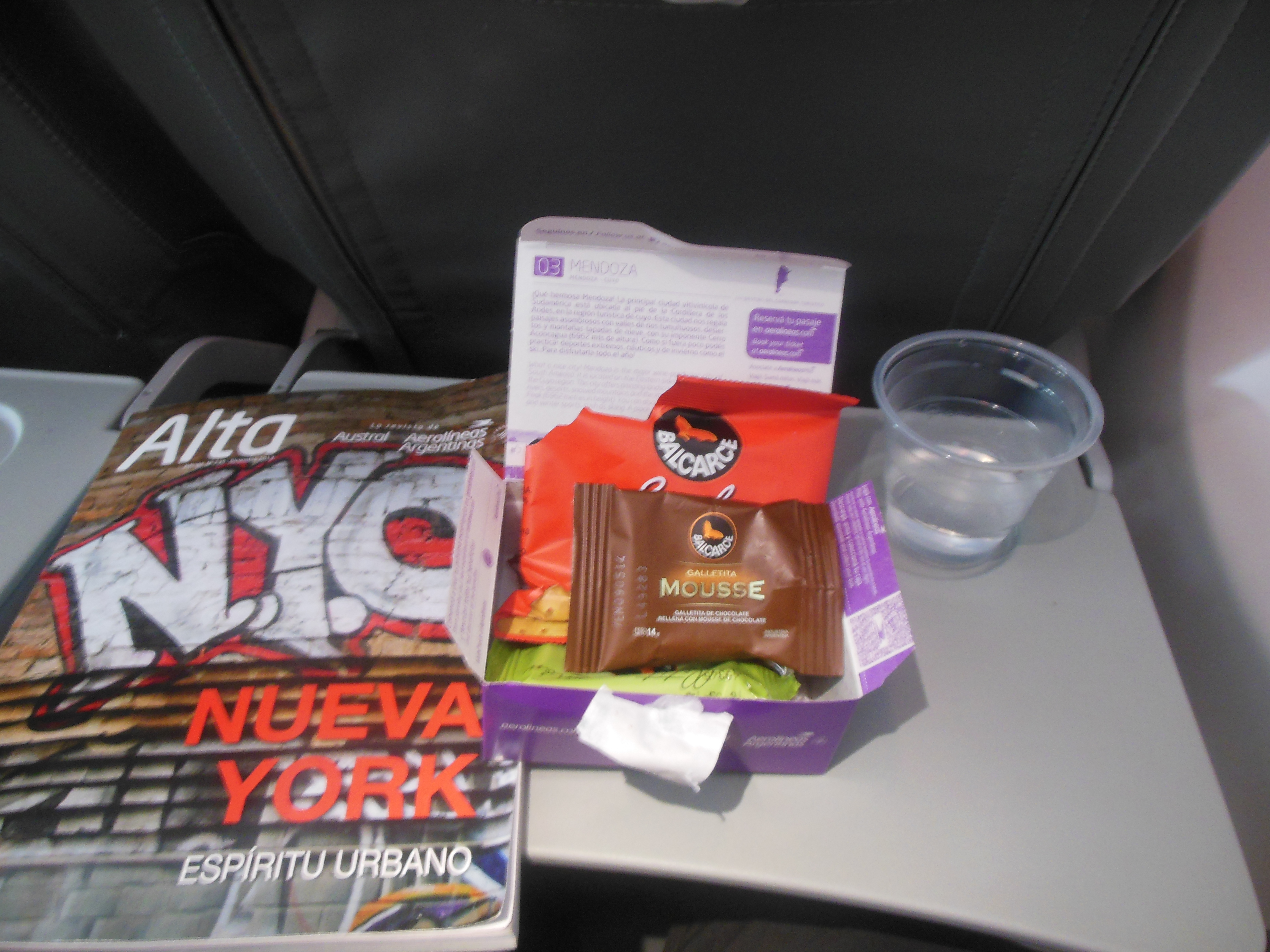
Merienda y revista en vuelo de cabotaje.

### Club Cóndor/Club Economy
La clase preferencial de Aerolíneas se divide en Club Cóndor (Airbus A330) y Club Economy (Boeing 737/Embraer 190 de Austral).
En Club Cóndor se ofrecen asientos cama eléctricos, vajilla y mantas especiales, kits de aseo personal, y en algunos casos un kit con auriculares reductores de ruido exterior noise cancelling (Airbus A330). También dispone de un menú especializado que incluye vino de alta gama, licor y champán. El pasajero dispone de una pantalla individual con varios canales de audio y vídeo (en el caso de los A330 con moodlighting es audio y video a la carta) y un menú especial para celíacos.
Club Economy ofrece atención prioritaria, cáterin especializado y ubicación preferencial, además de mayor capacidad de equipaje y asientos más espaciosos que la clase económica. En el caso de los Embraer 190 de Aerolíneas Argentinas cuentan con pantallas individuales táctiles Panasonic con sistema de audio y vídeo a la carta, con el cual se pueden elegir entre varios vídeos o música. En la actualidad algunos Boeing 737-800 con Sky Interior cuentan con un sistema de entretenimiento wireless tipo intranet Panasonic con el cual se puede conectar mediante teléfonos inteligentes, laptops, tabletas, etc, a contenido multimedia vía wifi.
En ambos casos se ofrecen salones V.I.P. durante el pre-embarque y mostradores especiales para el check-in.

### Economy

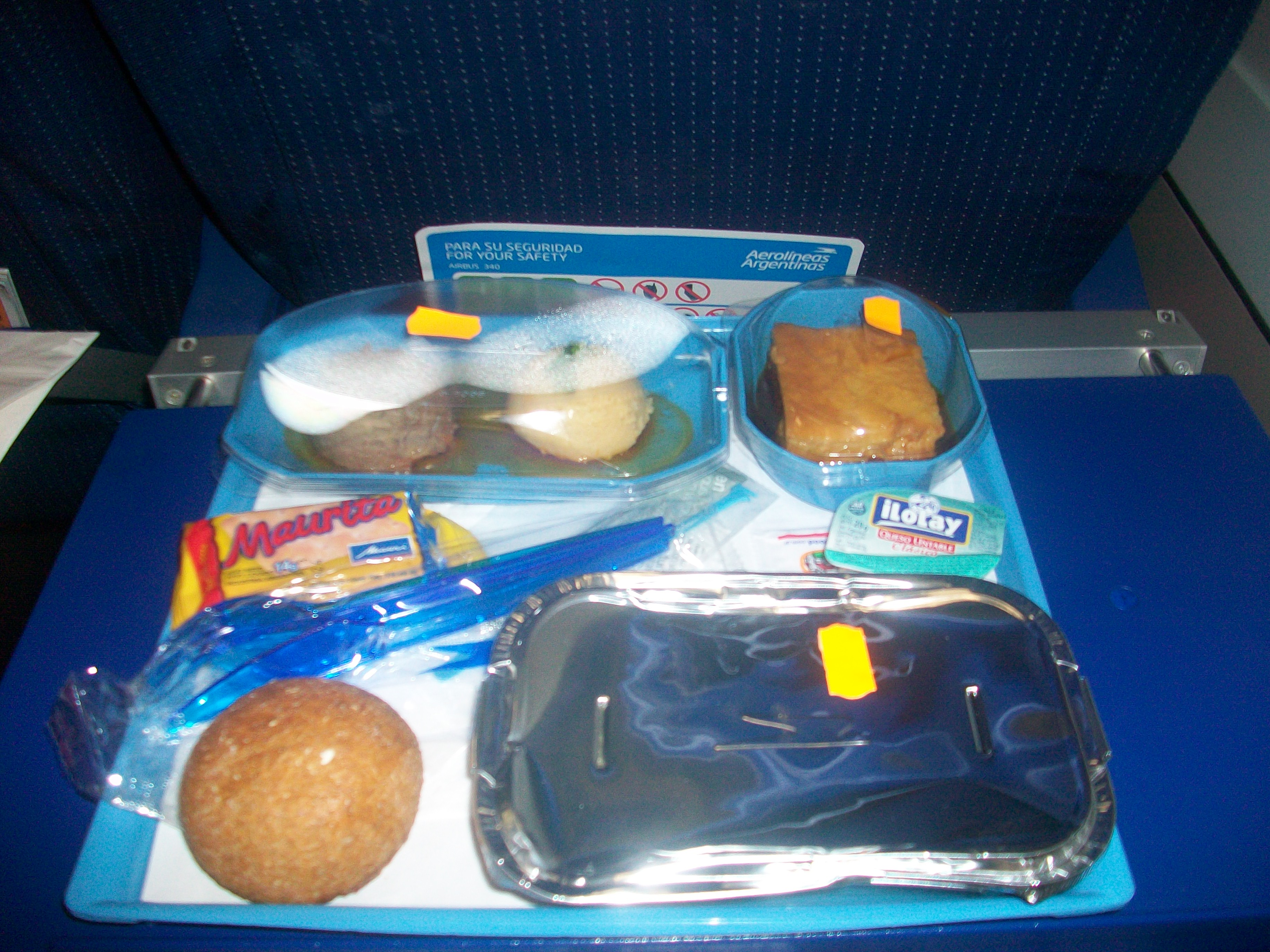
Almuerzo en vuelo de larga distancia viajando en clase turista.

A la hora del almuerzo o la cena, se ofrece un plato caliente acompañado de un aperitivo frío y un postre. A la hora del desayuno o la merienda, se ofrecen actualmente varias golosinas de Arcor o Balcarce dentro de cajas de cartón coleccionables, dedicada cada una a un destino turístico distinto de la Argentina. En varios momentos del vuelo se ofrecen bebidas frías (gaseosas o jugos) y calientes (café).
En los Airbus A330 que realizan vuelos internacionales a Europa, y América se ofrece, mediante una pantalla individual en todos los asientos, la posibilidad de elegir entre varias películas que se actualizan mensualmente o entre varios canales de audio, cada uno de famosos autores de diversos géneros, tanto argentinos como extranjeros, además de iluminación variable mood lighting.
La flota de Embraer 190 realiza vuelos de cabotaje y regionales junto a Austral y ofrece programas de canales de televisión (TV Pública, Cartoon Network, FOX, Travel & Lifestyle, Encuentro y Paka-Paka), además de música de distintos géneros y cantantes. Todo ello en un sistema de entretenimiento Panasonic.

## Aerolíneas Plus
El programa de viajero frecuente de Aerolíneas Argentinas se llama Aerolíneas Plus.
En cada vuelo realizado, el pasajero suma puntos en su haber, que luego puede canjear por pasajes gratis o upgrades (ascensos) a Club Cóndor (vuelos internacionales) o Club Economy (vuelos de cabotaje/regionales). Quienes más vuelan por la aerolínea se convierten en miembros Aerolíneas Plus Platino, pudiendo obtener beneficios y acceso a las Salas VIP sin importar en qué clase de servicio se viaje. En 2011 Aerolíneas Argentinas modificó su concepto en la selección de los pasajeros más frecuentes, incorporando un nuevo grupo de socios Elite denominado Aerolíneas Plus Oro. Estos puntos se pueden canjear desde la tarjeta de la petrolera de Argentina (YPF) llamada Serviclub.
Aerolíneas Argentinas está asociada con diferentes empresas en las que el miembro de Aerolíneas Plus puede sumar y canjear sus puntos. En agosto de 2009, estas son: Álamo, Avis, Europcar, Hoteles Hilton, Les Amis Viajes, NH Hoteles, NA Town & Country Hotels y Optar.
A través de un acuerdo con el Banco Galicia, los poseedores de una tarjeta de crédito Galicia Aerolíneas Plus suman puntos en su cuenta con cada compra realizada.
El 1 de noviembre de 2011 Aerolíneas Argentinas y Air France-KLM firmaron acuerdos donde las compañías asociaron de sus programas de pasajeros frecuentes. Las empresas ofrecen a sus pasajeros frecuentes beneficios recíprocos de sus respectivos programas de millaje Flying Blue de Air France-KLM y Aerolíneas Plus de Aerolíneas Argentinas. Estos acuerdos implican la posibilidad de acumular y redimir millas en los vuelos de las tres compañías.
En octubre de 2012 el programa Aerolíneas Plus se integra a los programas de millaje de las compañías de la Alianza Skyteam. Los pasajeros del programa pueden sumar millas al volar en las compañías miembros de la Alianza. Los miembros Oro y Platino del programa Aerolíneas Plus adquieren las categorías Skyteam Elite y Elite Plus respectivamente. Asimismo, Aerolíneas Argentinas implementa el programa Sky Priority para sus socios Elite, comenzando su implementación en el Aeropuerto Ministro Pistarini.

## Aerolíneas Executive Jet
Se conoce como Aerolíneas Executive Jet (inglés para «Jet Ejecutivo de Aerolíneas») a un Boeing 737-200, matrícula LV-JTD, que la compañía había acondicionado para transportar a un grupo pequeño de personas, quienes tendrían la posibilidad de planificar la ruta y decidir los horarios de los vuelos. La aeronave contaba con una sala de estar, otra con mesa para reuniones y asientos para el pasaje. Entre quienes han viajado en el Aerolíneas Executive Jet se encuentran al expresidente argentino Néstor Kirchner, directivos de la petrolera YPF y el guitarrista mexicano Carlos Santana. El avión fue desprogramado el 1/12/2007, luego de cuatro años de servicio como avión ejecutivo y 30 como avión comercial. Actualmente se encuentra exhibido en la República de los Niños.

## Centro de Formación y Entrenamiento de Pilotos de la República Argentina
El Centro de Formación y Entrenamiento de Pilotos de la República Argentina (CEFEPRA) localizado en el partido de Ezeiza, provincia de Buenos Aires, próximo al área de Planta Industrial de Aerolíneas Argentinas y al Aeropuerto Internacional de Ezeiza, es el primer centro de entrenamiento y formación de pilotos de la región, el primero construido durante la gestión estatal ya que los anteriores centros de entrenamiento de pilotos habían sido cerrados por la gestión privada (CIV Catalinas y CIV Versalles). Consta de 3950 m² cubiertos con siete aulas para dictado de cursos, un auditorio para ciento veinte personas, y salas para albergar a los simuladores dinámicos y estáticos incorporados a partir de 2012. El mantenimiento y puesta a punto de todos los simuladores está a cargo de personal técnico de Aerolíneas Argentinas calificado y capacitado, siendo los únicos técnicos en el país capaces de realizar el mantenimiento de simuladores de esta categoría. CEFEPRA hoy no solo brinda capacitación y entrenamiento a la propia flota de Aerolíneas Argentinas sino también a terceros, entre sus clientes se encuentran: Copa Airlines, Fuerza Aérea Argentina, Conviasa, Aeroméxico,Flybondi, Amaszonas Uruguay, Boliviana de Aviación, Azul, entre otros.

## Destinos

### Destinos regulares
Aerolíneas Argentinas y su filial Austral Líneas Aéreas comercializan en conjunto treinta y seis destinos nacionales regulares en la República Argentina. Además Aerolíneas cuenta con una red de rutas internacionales que llega a veinticuatro ciudades en América del Sur, El Caribe, América del Norte y Europa.

## Hubs
El Hub del Aeroparque Jorge Newbery ubicado en la ciudad de Buenos Aires es el más importante a nivel nacional, ya que por el operan vuelos a todos los destinos nacionales de Aerolíneas Argentinas, al igual que destinos regionales a Paraguay, Brasil y Uruguay.

El Hub del Aeropuerto Internacional Ministro Pistarini de la Ciudad de Ezeiza, en la provincia de Buenos Aires, es el segundo a nivel nacional y el primero en importancia a nivel internacional, pues en él cuenta con una red de destinos nacionales de mayor importancia turística y es el principal en destinos a Las Américas, El Caribe y Europa.

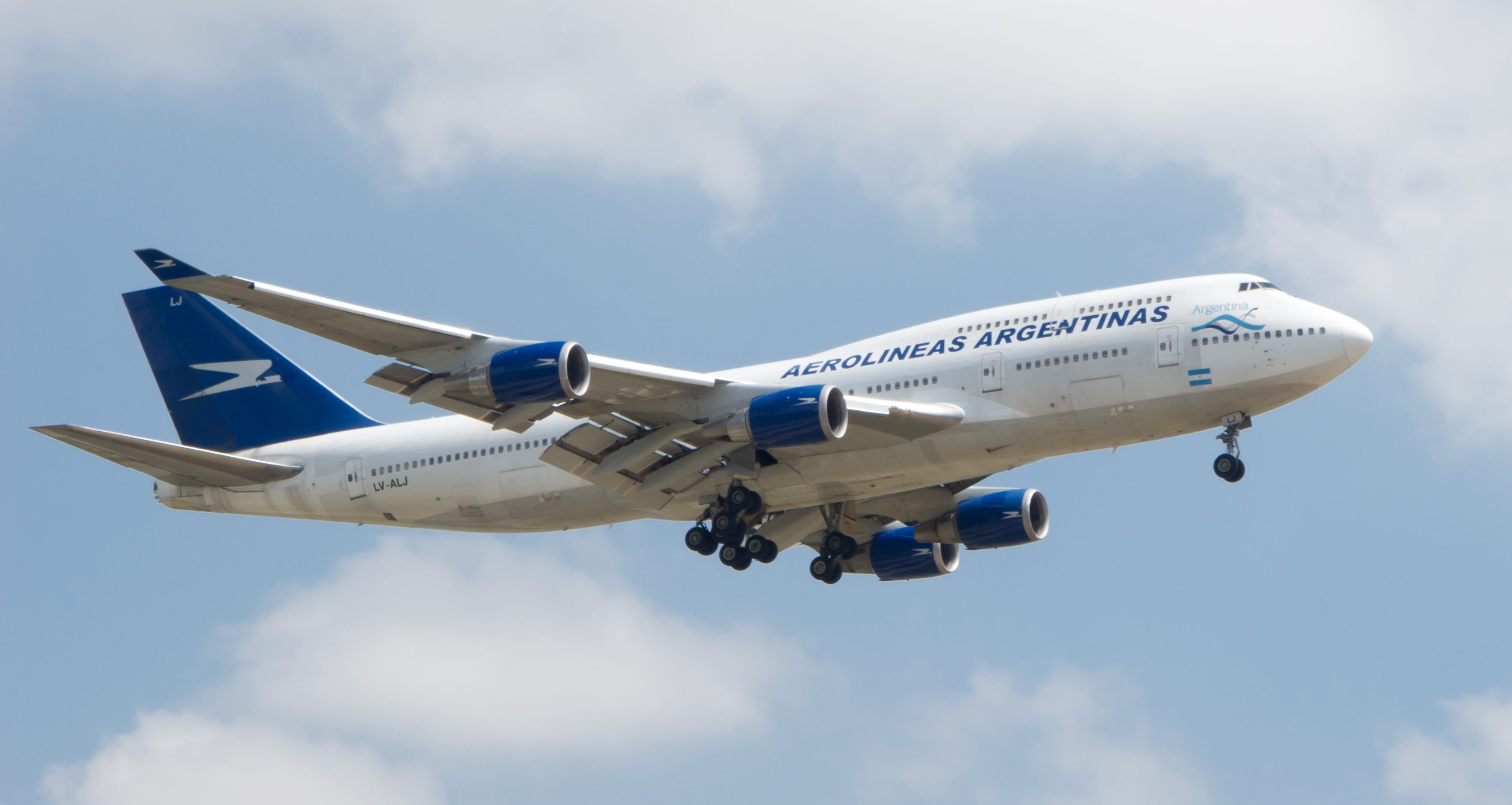
Boeing 747

El Hub de la ciudad de Córdoba es muy importante para Aerolíneas Argentinas, por su ubicación geográfica en el centro del país y por su población, la segunda más grande de Argentina, superando los 1 330 023 habitantes (Indec, 2010), además cuenta con el Aeropuerto Internacional Ingeniero Ambrosio Taravella que tiene una gran capacidad de operación, pasaron en 2017 por la aeroestación 2 901 691 pasajeros y operan en ella aerolíneas de cabotaje como Austral Líneas Aéreas, LATAM Argentina, Flybondi; e internacionales Air Europa, Copa Airlines, Gol Linhas Aéreas, LATAM Airlines, LATAM Perú, LATAM.
En enero de 2018 se dio a conocer que Aerolíneas Argentinas y la provincia de Córdoba potenciarían el Hub mediante la generación de nuevos puestos de trabajo y la creación de nuevas rutas, una de ellas al Aeropuerto Internacional de Punta Cana en República Dominicana operada con la aeronave Boeing 737 MAX en su variante 8.

## Controversias

### Arresto de los directivos de Marsans en 2012
El 3 de diciembre de 2012 el director del Grupo Marsans Díaz Ferrán fue detenido y acusado de alzamiento de bienes y blanqueo de dinero. En la causa en la que se investiga el vaciamiento patrimonial del grupo Marsans. Díaz Ferrán fue declarado culpable el mes de junio de 2013 por el Juzgado de lo Mercantil n.º 12 de Madrid.La privatización de Aerolíneas Argentinas, ha sido muy cuestionada, destacándose el hecho de que sólo Iberia se presentó como ofertante, durante el proceso de venta, así como la existencia de un rubro contable titulado como «gastos de instalación», de 78 millones de dólares, al que se le ha atribuido encubrir pagos de sobornos.
En 2016 el manejo de la empresa desató una controversia cuando el ministro de Ambiente, el rabino Sergio Bergman, hizo retrasar un vuelo de la empresa por más de una hora para terminar de dar una entrevista.[cita requerida] Bergamn ni bien llegó, le avisó a la azafata que había olvidado pedir en tierra que le cargaran el vuelo para conseguir las millas, lo que provocó aún un mayor enojo en los pasajeros, que debieron esperar durante más de 60 minutos la llegada del ministro.[cita requerida]

### Despegue de avión en manos de una modelo
El 22 de junio de 2015, los pilotos Patricio Zocchi Molina y Federico Matías Soaje invitaron a la modelo Victoria Xipolitakis a la cabina del avión Embraer 190 LV-CET y le permitieron tomar los controles.

- Victoria Xipolitakis: ¿Este es el acelerador?
- Federico Soeaje: Cuando yo te diga le das un poquito para adelante
- Victoria Xipolitakis: ¡Chicos!¡Lo estoy haciendo yo!
Fragmento de la conversación en la cabina

 Se les ordenó un embargo por 250 000 pesos a cada uno. Los pilotos fueron despedidos.
En 2017, los pilotos admitieron que habían cometido un error. Solicitaron el beneficio de probation, que les fue otorgado tanto a ellos como a la modelo, imponiendo una multa de veinte mil pesos y la realización de trabajos comunitarios. A los dos pilotos, además, se le ordenó tomar cursos de capacitación.
En marzo de 2019, Xipolitakis fue sobreseída tras considerarse cumplidas las 295 horas de trabajo comunitario.

### Proceso penal
Entre las privatizaciones gerenciadas por Dromi se destacó la venta de la empresa Aerolíneas Argentinas, por entonces la primera empresa aeronáutica de Sudamérica, comprada por la empresa española Iberia, aunque el propio Dromi ha declarado que el verdadero comprador fue la Corona de España. La privatización de Aerolíneas Argentinas, ha sido muy cuestionada, destacándose el hecho de que sólo Iberia se presentó como ofertante, durante el proceso de venta, así como la existencia de un rubro contable titulado como «gastos de instalación», de 78 millones de dólares, al que se le ha atribuido encubrir pagos de sobornos. La fiscalía acusó  Julia Alsigaray y a Dromi de haber recibido sobornos por 7 millones de dólares en el curso de las privatizaciones de rutas.
 Las irregularidades del proceso privatizador de Aerolíneas Argentinas fueron señaladas inicialmente por el inspector general de Justicia Alberto González Arzac. Se presentó el 4 de julio de 1990, un recurso de amparo que se sospechó de inmediato que podría tratarse de "un arreglo" para realizar "el vaciamiento y el despojo" de la línea de bandera argentina, y solicitó un informe a Roberto Dromi, en su condición de ministro de Obras y Servicios Públicos.

### Controversia por alojamientos
En mayo de 2016 se vio envuelta en una controversia cuando Aerolíneas Argentinas otorgó una millonaria concesión para el alojamiento de los pilotos y azafatas en El Calafate a una empresa vinculada a Marcos Peña y su familia. La empresa vinculada al entonces jefe de Gabinete de Ministros fue beneficiada pese a que otras empresas habían presentado propuestas más económicas.

### Condonación de deuda
El 23 de junio de 2017 el juez Torres allanó Aerolíneas Argentinas y MacAir para investigar un presunto delito por la condonación decidida por el gobierno de Mauricio Macri de una deuda que la empresa de los Macri tenía con Aerolíneas Argentinas por el uso de sus hangares. Aerolíneas Argentinas, bajo la dirección de Isela Costantini, le perdonó a la empresa de Macri (MacAir) casi medio millón de pesos. El 26 de octubre de 2016 la empresa estatal decidió considerar a MacAir «incobrable», perdonándole la deuda. Isela Constantini firmó la condonación, expresando: «Teniendo en cuenta la carencia de antecedentes disponibles para perseguir el cobro del Crédito (...) esta Gerencia opina que la deuda es incobrable».

### Censura
En julio de 2017 el matutino Página/12, abiertamente opositor al gobierno de Mauricio Macri, denunció que la empresa Aerolíneas Argentinas prohibió la carga del diario en sus aviones por una deuda comercial. El periódico indicó que esto que esta acción se trataba de un mecanismo de censura por parte del gobierno, y que violaba la Convención Americana sobre Derechos Humanos. Solicitó además a ADEPA y AEDBA, agrupaciones periodísticas, su solidaridad en el caso.
Aerolíneas indicó que se debía a una deuda de más de un año de antigüedad (julio de 2016) que el diario mantenía por la distribución, y que había intentado abonar mediante un canje por publicidad en el diario, canje que no estaba dentro de la política de la empresa. ADEPA exhortó a las partes a buscar una solución. Página 12 contrató otro servicio de transporte.

### Mensaje en vuelos
En 2018 y 2019, pilotos del sindicato Asociación de Pilotos de Líneas Aéreas (APLA) emitieron un mensaje alertando a los pasajeros de la falta de mantenimiento de los aviones  tras ello se sancionaron a los pilotos que habían criticado al Gobierno. Este episodio desencadenó una causa penal en la justicia.

## Pérdidas económicas

### Gestión de Marsans
En 2006, los principales socios de la compañía comenzaron a solicitar aumentos urgentes de tarifas debido a las pérdidas que registraba la sociedad. En el mes de noviembre de este año se aprobó el balance del ejercicio 2005, con una pérdida de más de cuatrocientos millones de pesos.
Desde el cierre del ejercicio 2007, la sociedad se encontraba en la situación tipificada por el artículo 94 de la Ley de Sociedades Comerciales, que establece como causal de disolución de una sociedad la pérdida del capital social de la misma, instando a los socios a integrar capital para evitar la liquidación.
Al 17 de julio de 2008 los últimos Estados Contables de la gestión Marsans, confeccionados con cierre a esta fecha por la estatización, indicaban pérdidas netas del período por 803 millones de pesos. La Auditoría General de la Nación señaló en un informe la falta de controles y auditoría interna durante esta gestión.
Todos los indicadores financieros sufrieron deterioros durante este período.

### Gestión Estatal
| Año  | Pérdida (en pesos, sin ajustar por inflación) | Pérdida (en dólares oficiales) | Fuente          |
| ---- | --------------------------------------------- | ------------------------------ | --------------- |
| 2008 | 1 814 518 196                                 | 525 490 355                    | [ 182 ]         |
| 2009 | 1 661 074 557                                 | 437 124 883                    | [ 182 ]         |
| 2010 | 1 611 603 589                                 | 405 332 895                    | [ 183 ]         |
| 2012 | 2 407 120 549                                 | 489 451 108                    | [ 184 ]         |
| 2013 | 2 781 683 300                                 | 426 573 118                    | [ 185 ] [ 186 ] |
| 2014 | 5 486 921 815                                 | 641 670 192                    | [ 185 ] [ 186 ] |
| 2015 | 9 278 058 094                                 | 711 507 523                    | [ 187 ] [ 188 ] |
| 2016 | 7 035 221 506                                 | 442 745 217                    | [ 187 ] [ 188 ] |
| 2017 | 6 379 021 189                                 | 342 057 011                    | [ 189 ] [ 190 ] |
| 2018 | 21 804 470 692                                | 578 367 923                    | [ 189 ] [ 190 ] |
| 2019 | 41 182 297 596                                | 687 632 286                    | [ 191 ]         |
| 2020 | 59 097 602 575                                | 702 288 800                    | [ 192 ] [ 193 ] |
| 2021 | 44 552 928 316                                | 433 771 778                    | [ 194 ]         |
| 2022 | 45 445 582 306                                | 256 522 817                    | [ 195 ]         |
| 2023 | +89 134 728 724                               | 200 000                        | [ 196 ]         |

Mariano Recalde, en un diálogo radial con el periodista Reynaldo Sietecase, afirmó: «La Auditoría no lo quiere ver. Cuando abrimos una escala en Paraná, no podemos mandar a los pilotos a cargar las valijas. Cuando aumentamos las ventas, como las venimos aumentando, se cargan más valijas, se atienden a más personas en los mostradores y para eso no podemos mandar a los mecánicos». La empresa, pasó de recibir en 2009 el 0.73 % del presupuesto nacional a 0.17 % en 2014, reduciendo considerablemente los subsidios por parte del Estado, gracias al aumento de pasajeros que se vio reflejado en los últimos años. En diciembre de 2015 la empresa tenía un patrimonio neto de 75.9 millones de dólares y 200 millones en concepto de caja. 
A partir de 2011, diversos informes cuestionaron la cantidad de pilotos por avión. Contaba, para este entonces, con 1.39 empleados por cada mil pasajeros transportados, frente a 0.8 de LATAM y Avianca, 0.7 de Lufthansa, 1.2 de KLM/Air France, y con veinte pilotos por avión contra 12.1 de LATAM y 11.4 de Copa. Estos volaban 10 horas por día contra 11.1 de Copa, 11.2 de Gol, 11.4 de Aeroméxico y 11.5 de Latam.
También, Aerolíneas era entonces la segunda aerolínea con más empleados por avión (179, contra 156 de LATAM, 116 de Avianca y 56 de Gol), y una de las tasas más bajas de productividad de tripulaciones en el mundo 
En 2017, el resultado neto de Aerolíneas fue una pérdida por 4 998 066 pesos y el de Austral, negativo por 1 380 955 pesos, explicados principalmente por el alto costo de las ventas. El patrimonio neto era, al cierre del ejercicio, positivo en 3 541 444 pesos para Aerolíneas y para Austral, negativo por 4 760 494 pesos.
En 2018, el resultado neto de Aerolíneas fue una pérdida por 14 698 120 pesos, explicada principalmente por el alto costo de las ventas, que representa el 96.8 % de las ventas (de mayor a menor incidencia: combustible, remuneraciones y cargas sociales, y alquileres de aeronaves), con un impacto del aumento en el costo de combustible y alquiler de aeronaves, potenciado por la depreciación de la moneda argentina en ese año. Los gastos administrativos bajaron un 25 % y los de comercialización aumentaron un 25.6 %. Austral tuvo ese año un resultado negativo de 7 106 351 pesos (con un costo de ventas que representó el 130.5 % de los ingresos). El patrimonio neto era, al cierre del ejercicio, negativo en 801 394 pesos para Aerolíneas (a causa de las pérdidas del ejercicio que, a pesar de las transferencias del Estado nacional, tuvieron un fuerte impacto).
A diciembre de 2019 las nuevas autoridades encontraron un patrimonio negativo en 442 millones de dólares, un déficit de 563 millones, 24 rutas menos y varios aviones desguazados, al mismo tiempo se comenzó a investigar contrataciones irregulares por más de 160 millones de pesos bajo la gestiones de Constantini, Mario Dell’Acqua y Malvido.
Aerolíneas Argentinas proyecta cerrar su balance 2023 con ganancias por treinta y dos millones de dólares y habiendo ejecutado el 0 % del presupuesto asignado. Así, la empresa alcanzará el equilibrio financiero por primera vez desde 2008, cuando el Estado Nacional recuperó el control de la línea área.La compañía viene reduciendo significativamente su déficit desde que en 2019 alcanzara los 667 millones de dólares: durante 2020 y 2021, los dos años de pandemia, fue de 654 y 439 millones de dólares respectivamente, y en 2022 se redujo a 246 millones de dólares.
En agosto de 2023 se presentó un balance semestral con un déficit de 48 millones de dólares, lo que significó una reducción del 61 % comparado con el mismo período de 2022, y una reducción del 80 % respecto al mismo período de 2019. Tanto en este caso como en los anteriores, los ejercicios contables fueron auditados por la Auditoria General de la Nación como por la consultora internacional KPMG.
Otro dato relevante es el aumento de los ingresos por ventas que este año estima cerrar en 2126 millones de dólares: un 24 % más que en 2022 y un 34 % más que en 2019. También se destacan los cien millones de dólares que la empresa logró ingresar a través de un fideicomiso administrado por BICE Fideicomisos S.A., empresa del Banco de Inversión y Comercio Exterior.
Asimismo, en 2023, Aerolíneas transfirió al Estado 176 000 millones de pesos, contra los 6000 millones de pesos que recibió correspondientes al presupuesto 2022, que, a su vez, fue ejecutado en solo un 67 %. Pero en 2024 la Auditoría General de la Nación aprobó por unanimidad los estados contables de Aerolíneas Argentinas correspondientes a 2023. El informe, presentado por la Comisión de Supervisión de Control del Sector No Financiero, presidida por María Graciela de la Rosa, arrojó que la compañía perdió doscientos millones de dólares durante 2023, en 2024 los ingresos corrientes fueron de 3.075.067 millones, mientras que los gastos corrientes alcanzaron los$2.918.743,1 millones. De ahí se desprende el mencionado resultado económico de $156.323,9 millones.
Por otro lado, el mismo informe reporta que en el período 2023 la empresa registró un estado de flujo de efectivo positivo en 89 134 728 724  pesos, equivalente al 4 % de sus ingresos anuales.

### Condenas
En 2008 la Sala I de la Cámara Federal de justicia en lo penal dictaminó que la privatización de la empresa fue ilegal. 
El tribunal sostuvo que la venta de la empresa estatal fue ilegal desde sus inicios y ordenó que sea indagado el ex ministro Domingo Cavallo, como responsables penal de un proceso viciado, “planificado y ejecutado en condiciones lesivas” para el Estado que tuvo como objetivo “sustraer bienes que conformaban el patrimonio” público. Según los jueces, existen pruebas de sobra para responsabilizar a ambos del delito de peculado, que prevé hasta diez años de cárcel.

## Flota
El grupo Aerolíneas, está llevando a cabo un ambicioso programa de renovación de la flota, la cual actualmente se compone por aeronaves de la familia Airbus A330, Boeing 737-700, Boeing 737-800, Boeing 737 MAX 8 y Embraer E190.
Desprogramó su flota de Airbus A340-200 reemplazándola por la flota Airbus A330-200, esta última más eficiente en gastos operativos y de combustible debido a su menor costo de mantenimiento. También retiró los Airbus A340-300 más antiguos, y los reemplazó por A330-200. En un momento, se dijo que se añadirían Boeing 777, Boeing 787 o Airbus A350, en reemplazo de los A340. Hasta el momento, Aerolíneas posee sus diez A330 para vuelos de larga distancia.
El 23 de noviembre de 2017 recibió el primer Boeing 737 MAX de los once pedidos, y es el primer operador aéreo en Latinoamérica en volar estas aeronaves. Se envió a inicio de 2018 a los cuatro mayores fabricantes de aviones el RFP (Request for Purchase) en el que se piden condiciones para la compra de un avión que reemplace al Embraer 190AR (operados por Austral Líneas Aéreas) debido a que la empresa busca aumentar la eficiencia operativa ya que estos aviones son muy chicos para la demanda que se presenta para los vuelos de cabotaje y regionales. 
A mayo de 2023, la edad promedio de la flota de Aerolíneas Argentinas es de 10.6 años.
Aerolíneas Argentinas comenzará a modernizar su flota de E-190 con los Embraer E-195 E2 a partir del año que viene, completando la entrega de doce nuevos aparatos en 2026. No hubo actualizaciones por parte de la aerolínea en cuanto a la entrega de estas unidades.

## Flota histórica
| Aeronaves                 | Número | Introducido | Retirado | Matrículas |
| ------------------------- | ------ | ----------- | -------- | --- |
| Airbus A310               | 5      | 1994        | 2008     | F-OGYQ, F-OGYR, F-OGYS, LV-AIV y LV-AZL |
| Airbus A320               | 2      | 2008        | 2008     | LV-BNZ y LV-BOJ |
| Airbus A340-200           | 4      | 1999        | 2014     | LV-ZPO, LV-ZPJ, LV-ZPX y LV-ZRA |
| Airbus A340-300           | 9      | 2007        | 2020     | LV-BMT, LV-BIT, LV-CEK, LV-CSD, LV-CSE, LV-CSF, LV-FPU, LV-FPV y LV-CSX |
| Boeing 707-320B           | 8      | 1966        | 1993     | LV-ISA, LV-ISB, LV-ISC, LV-ISD, LV-JGR, LV-JGP, LV-LGO y LV-LGP |
| Boeing 727-100            | 1      | 1996        | 1996     | N1993 |
| Boeing 727-200            | 14     | 1977        | 1993     | LV-VFJ, LV-VFL, LV-VFM, C-GAAJ, LV-MCD, LV-MIM, LV-MIN, LV-MIO, LV-ODY, LV-OLN, LV-OLO, LV-OLP, LV-OLR y YU-AKM |
| Boeing 737-200            | 54     | 1970        | 2009     | G-AVRL, LV-ASH, LV-JMW, LV-JMX, LV-JMY, LV-JMZ, LV-JND, LV-JNE, LV-WRO, LV-PRQ (re-reg. LV-JTD), LV-JTO, TZ-ADL, LV-PMI (re-reg. LV-WTX), LV-WSY, LV-LEB, LV-MDB, LV-LIU, LV-LIV, LV-ZRD, LV-YIB, LV-WGX, PH-TVP, LV-WSU, LV-WTG, LV-YEB, LV-ZYN, LV-ZYG, LV-ZEC, LV-ZIE, LV-ZYY, LV-ZTT, PH-TVR, LV-RBH, CS-TEV, PH-TVU, LV-ZXP, LV-ZXB, LV-ZYI, LV-ZZD, LV-ZTY, LV-ZXC, LV-ZRO, LV-ZZI, LV-ZRE, LV-ZTG, LV-ZSW, LV-ZSD, LV-ZTJ, LV-ZTD, LV-ZXU, LV-ZTE, LV-ZXH y LV-ZTX |
| Boeing 737-300            | 1      | 2005        | 2006     | LV-BBZ |
| Boeing 737-500            | 17     | 2004        | 2012     | LV-BOT, LV-BNS, LV-BIH, LV-BIX, LV-BBW, LV-BDD, LV-BDV, LV-BNM, LV-BEO, LV-AYI, LV-AZU, LV-BIM, LV-BAX, LV-BAR, LV-BBN, LV-AYE y LV-BAT |
| Boeing 747-200            | 13     | 1976        | 2007     | LV-WYT, LV-YSB, SX-OAB, LV-LZD, EI-BWF, LV-MLO, LV-MLP, LV-MLR, LV-YPC, PP-VNA, LV-OEP, LV-OOZ y LV-OPA |
| Boeing 747-400            | 3      | 2004        | 2012     | LV-BBU, LV-AXF y LV-ALJ |
| Boeing 747SP              | 1      | 1980        | 1990     | LV-OHV |
| Convair CV-240            | 5      | 1950        | 1962     | LV-ADQ, LV-ADP, LV-ADO, LV-ADN y LV-ADM |
| De Havilland DH-106 Comet | 7      | 1959        | 1971     | LV-PLM (re-reg. LV-AHN), LV-PLO (re-reg. LV-AHO), LV-PLP (re-reg. LV-AHP), LV-POY (re-reg. LV-AHR), LV-POZ (re-reg. LV-AHS), LV-PPA (re-reg. LV-AHU), LV-PTS (re-reg. LV-AIB) |
| Douglas DC-3/C-47         | 20     | 1950        | 1966     | LV-ABE, LV-ACP, LV-ACW, LV-ACN, LV-ACY, LV-ACX, LV-ACH, LV-ADJ, LV-ACQ, LV-ACD, LV-ACE, LV-ABX, LV-ABZ, LV-ABH, LV-ABT, LV-AFW, LV-AET, LV-ACO, LV-ACF y LV-ADG |
| Douglas DC-4/C-54         | 8      | 1950        | 1971     | LV-AGH, LV-AFD, LV-AEU, LV-AHY, LV-ABQ, LV-AHZ, LV-ABS y LV-AGG |
| Douglas DC-6              | 6      | 1950        | 1966     | LV-ADR, LV-ADS, LV-ADT, LV-ADU, LV-ADV y LV-ADW |
| Fokker F28 Fellowship     | 7      | 1975        | 2005     | LV-WZC, LV-LRG, LV-LZN, LV-LOC, LV-LOA, LV-LOB y LV-MZD |
| Hawker Siddeley HS748     | 12     | 1962        | 1979     | LV-PIZ (re-reg. LV-HGW), LV-PJA (re-reg. LV-HHB), LV-HHC (re-reg. LV-PRJ), LV-PUC (re-reg. LV-HHD), LV-PUM (re-reg. LV-HHF), LV-PUP (re-reg. LV-HHG), LV-PVH (re-reg. LV-HHH), LV-PVF (re-reg. LV-HHI), LV-PXD (re-reg. LV-IDV), LV-PXH (re-reg. LV-IEE) y LV-PXP (re-reg. LV-IEV) |
| McDonnell Douglas MD-82   | 1      | 1992        | 2012     | LV-VAG |
| McDonnell Douglas MD-88   | 6      | 1992        | 2012     | LV-VBX, LV-VBY, LV-VBZ, LV-VCB, LV-VGB y LV-VGC |
| NAMC YS-11                | 2      | 1967        | 1968     | JA8684 y JA8686 |
| Sud Aviation Caravelle    | 5      | 1962        | 1977     | LV-PRR (re-reg. LV-HGX), I-DAXT, LV-PVT (re-reg. LV-HGY), LV-PVU (re-reg. LV-HGZ) y LV-PBJ (re-reg. LV-III) |

## Accidentes e incidentes

### 1950
- 1956: Un Douglas DC-3 (LV-ACD) se estrella en la provincia de Córdoba. Cuatro tripulantes y catorce pasajeros muertos. Sin sobrevivientes.[214]
- 1957:

- Un Douglas DC-4 (LV-AHZ) se estrella en Bolívar, provincia de Buenos Aires. Seis tripulantes y cincuenta y cinco pasajeros muertos. Sin sobrevivientes.
- Un hidroavión Short Sunderland (LV-AAR) resultó seriamente dañado durante un amaraje por fallas técnicas en el Hidropuerto de la ciudad de Buenos Aires. Un tripulante muerto, ocho pasajeros heridos y cuarenta y un ilesos (cinco tripulantes, y treinta y seis pasajeros).
- 1959: Un Douglas DC-3 (LV-AFW) cayó en el mar Argentino, luego de despegar de Mar del Plata. Murieron 3 tripulantes y 5 pasajeros, y un tripulante y un pasajero resultaron desaparecidos.[217]
- 1959: Un De Havilland Comet DH106 (LV-AHP Aerolíneas Argentinas «El Lucero del Alba») se accidentó en Asunción, el 27 de agosto de 1959 - El descenso fue por debajo de la MDA (altitud mínima de descenso) impactando contra el terreno antes de alcanzar la pista. De los 50 ocupantes, resultan fallecidos un tripulante y un pasajero.[218]

### 1960
- 1960: Un De Havilland Comet DH106 (LV-AHO), se incendió durante un vuelo de instrucción por malas maniobras de aproximación al Aeropuerto de Ezeiza. Los ocho tripulantes, ilesos.[219]
- 1960: Un Douglas DC-6 (LV-ADS) proveniente de Asunción se desintegró en el aire debido al desprendimiento de la hélice de uno de los motores del avión. Los restos del avión cayeron cerca de la ciudad de Salto, en Uruguay. Fallecen los veinticinco pasajeros y seis tripulantes, sin encontrarse sobrevivientes.[220]
- 1961: Un Douglas DC-6 (LV-ADW) se precipitó a tierra en Azul, provincia de Buenos Aires, debido a las malas condiciones meteorológicas. Sesenta pasajeros y siete tripulantes perdieron la vida. No hubo sobrevivientes.[221]
- 1961: Un Comet IV se precipitó a tierra en Campinas, en el Brasil después de despegar del Aeropuerto Internacional de Campinas, provocando la muerte de las cincuenta y dos personas que estaban a bordo.[222]
- 1963: Un Caravelle, (LV-HGY) se destruyó como consecuencia de cálculos de alturas mínimas de descenso erróneos, al intentar aterrizar en el Aeropuerto Internacional Ingeniero Ambrosio Taravella de la provincia de Córdoba. Sesenta y siete pasajeros y siete tripulantes ilesos.[223]

### 1970
- 1978: Un Boeing 737 (LV-JNE), mientras aterrizaba en el Aeroparque Jorge Newbery, comenzó a desprender chispas hasta producirse un incendio, debido a no haber extendido el tren de aterrizaje y haber anulado las alarmas sonoras del avión. De las Ciento cinco personas a bordo, seis tripulantes y noventa y tres pasajeros resultaron ilesos y seis pasajeros heridos.[224] Uno falleció a las Doce horas a causa de un paro cardíaco.

### 1980
- 1981:

- El 20 de febrero, el vuelo 342 de Aerolíneas Argentinas, operado por un Boeing 707-387B, estuvo a punto de impactar contra la Torre Norte del World Trade Center en Nueva York durante su aproximación al Aeropuerto John F. Kennedy (JFK). La intervención del controlador aéreo evitó el impacto con menos de 90 segundos de distancia entre el avión y la torre.
- 1986:

- Un Boeing 707 de Cargas (LV-JGR) se despistó durante un aterrizaje en el Aeropuerto de Ezeiza a causa de una mala apreciación de la velocidad, la altura y la distancia. Las cinco personas a bordo resultaron ilesas.
- Un Fokker F-28 (LV-LOA) se despistó en el aeropuerto de la ciudad de Ushuaia, sin registrarse muertos. Este despiste ocurrió durante una huelga de pilotos de Aerolíneas Argentinas. El estado nacional (propietario de la empresa en ese entonces) recurrió a pilotos de la Fuerza Aérea Argentina, quienes no fueron avisados sobre la presencia de hielo en la pista.
- 1988:

- El 21 de julio, un Boeing 737-200 (LV-LIV) realizó un fuera de pista cuando se disponía a aterrizar en Bahía Blanca, a las 16:00. El avión, que cubría la ruta Buenos Aires - Ushuaia, traspasó el final de la pista, cruzó la ruta nacional 3 y se detuvo en un campo lindero al aeropuerto.
- El 26 de septiembre Boeing 737-200 (LV-LIU) resulta técnicamente destruido al salirse de pista durante un aterrizaje en el Aeropuerto de Ushuaia, por exceso de velocidad y no haber utilizado los sistemas de frenado. La aeronave despistó y quedó flotando en la bahía de Ushuaia. Cuatro tripulantes y nueve pasajeros heridos. Dos tripulantes y cuarenta y siete pasajeros ilesos. La evacuación tuvo que hacerse mediante balsas.

### 1990
- 1990: El 5 de enero, un Fokker F-28 (LV-MZD) resulta destruido al exceder la pista de aterrizaje del Aeropuerto de Villa Gesell. Cinco tripulantes y ochenta y cinco pasajeros ilesos. Luego de la evacuación, la aeronave entró en fuego, y no pudo ser extinguido ya que las autobombas del aeródromo no contaban con la tracción adecuada al terreno.[229]

### 2010
- Un Boeing 737 -700 se rozó con un Embraer 190 de la compañía Austral Líneas Aéreas en el Aeroparque Jorge Newbery, provocando la rotura de los winglets. El accidente ocurrió en el aeroparque metropolitano de Buenos Aires, cuando la nave de Aerolíneas Argentinas y la Austral Líneas Aéreas realizaban maniobras en la plataforma.[230]
- Un Airbus A340-313X de Aerolíneas Argentinas se rozó con un Airbus A330-200 de la compañía Avianca cuando el A340 ingresaba a su zona de parqueo en el Aeropuerto Internacional de Maiquetía Simón Bolívar, en Caracas Venezuela, impactando ambas alas, produciéndose la rotura de los winglets de los dos aviones. Como consecuencia de esto, ambas aeronaves debieron ser reparadas en los hangares de dicho aeropuerto.[cita requerida]

- Un Airbus A340-313X con matrícula LV-CSE sufre daños estructurales en un motor tras haber colisionado accidentalmente con una de las mangas de la terminal C del Aeropuerto Internacional de Ezeiza mientras era remolcado con un tractor de empuje desde los hangares de Aerolíneas Argentinas hasta la posición n.º 16 de dicha terminal poniendo momentáneamente la aeronave fuera de servicio teniendo que llevar a la misma a los hangares nuevamente para ser reparada. La manga afectada debido a los grandes daños sufridos esta inoperativa y actualmente solo funciona la manga delantera que es la que quedó intacta (esta posición es una de las que esta especialmente preparada para recibir al Airbus A380 debido a que cuenta con doble manga telescópica y un gran espacio entre aeronaves al momento de parquear en cada posición para evitar que las grandes alas de este avión colisionen con las de otro que este estacionado en una posición próxima).[cita requerida]
- Un Boeing 737-700 (LV-CBT) llegando al aeropuerto de la Ciudad de Neuquén proveniente del Aeroparque Jorge Newbery (Ciudad de Buenos Aires) debió regresar al mismo por problemas con cenizas del Volcán Calbuco, el mismo mucho antes de llegar a Neuquén perdió el contacto con la torre de control, quince minutos antes de arribar a Buenos Aires retomó contacto.[cita requerida]

- Un Airbus A330-200 (LV-FNJ) al intentar despegar de la pista n.º 11 del Aeropuerto de Ezeiza sufrió la explosión de uno de sus motores a los pocos metros de carretear por dicha cabecera teniendo que regresar a la manga de la cual partió, y después de ser revisado por personal de mantenimiento se decidió desembarcar a los pasajeros y llevar a la aeronave a los hangares de la compañía ubicados en dicho aeropuerto para ser inspeccionada.[cita requerida]
- Un Airbus A330-200 (LV-GKO) al despegar del Aeropuerto de Ezeiza rumbo a la ciudad de Nueva York sufrió varias explosiones del motor 1 el cual expulsaba chispas y fuego cuando la aeronave se encontraba a unos escasos cuatrocientos metros de altura, con lo cual el aparato tuvo que regresar de emergencia a Ezeiza, aterrizando de forma normal y sin registrar heridos. Una vez que la aeronave se la ubicó en una posición remota y se certificó que no había peligro alguno, se procedió a desembarcar la misma y los pasajeros se los ubicó en una nueva aeronave con matrícula LV-FVI para partir a su destino pasadas las cuatro de la madrugada.[cita requerida]

- Un Airbus A330-200 del vuelo 1301 se encontraba realizando maniobras de despegue en el Aeropuerto Internacional John F. Kennedy de Nueva York con destino a Buenos Aires, cuando se generó una explosión en el motor 2 de dicha aeronave, lo que se procedió a abortar la operación de despegue y el regreso del avión a la plataforma por medio del acarreo. Los pasajeros descendieron normalmente y no se registraron incidentes ni heridos. La aeronave ingresó a los hangares del aeropuerto para ser reparada mientras que los pasajeros fueron hospedados para su posterior regreso a la capital argentina en otro vuelo.[231]
- El 14 de febrero, un Boeing 737 del vuelo AR1672, sufrió el fenómeno que se le conoce como tailstrike, tras chocar la cola de la aeronave contra la pista de aterrizaje durante un go around. No se registraron heridos y la aeronave debió ser reparada por los daños sufridos.[232]

- El 18 de octubre, un Airbus A330-200 que cubría el trayecto Miami-Buenos Aires se vio afectado por una severa turbulencia mientras el vuelo estaba en su fase crucero y se servía la comida. El hecho causó destrozos internos en la aeronave dejando a quince personas heridas sin lesiones graves por los movimientos bruscos producidos. Los heridos fueron atendidos inmediatamente al aterrizar en el Aeropuerto Internacional de Ezeiza.[233]

- El 16 de febrero, un Boeing 737-800 matrícula LV-FXQ, cubriendo la ruta Esquel - Aeroparque, sufrió una falla en su sistema hidráulico principal. La tripulación y PAX no sufrieron lesiones y el avión pudo aterrizar de emergencia en el Aeropuerto Internacional de Ezeiza.[234]

### 2020
- El 6 de mayo, un Airbus A330-200 debió volver de emergencia al Aeropuerto Internacional de Ezeiza luego de que se detectara una falla en el sistema hidráulico de la aeronave. El vuelo tenía previsto repatriar sesenta británicos a la ciudad de Londres, donde también se encontraban más de doscientos argentinos los cuales estaban varados y esperaban ser traídos a la Argentina.[235]
- El 1 de marzo, un Boeing 737-800 del vuelo AR 1667 debió aterrizar de emergencia en Neuquén tras sufrir una despresurización. No se registraron heridos en la tripulación y PAX.[236]

2025
• El 5 de Marzo, un Boeing 737-800 (LV-FRK) con el vuelo AR1648, desde el Aeroparque Jorge Newbery hasta el Aeropuerto de Neuquén, tuvo que ser desviado al Aeropuerto Internacional de Ezeiza Ministro Pistarini por un problema en el motor 1, aparentemente una absorción de ave, apenas despegó de Aeroparque. Todos los pasajeros salieron ilesos, desembarcando por la manga del Ezeiza.
De acuerdo con la base de datos de Aviation Safety Network (Red de Seguridad Aérea), el último accidente con un avión de la compañía que produjo víctimas mortales fue en 1970, a partir de octubre de 2011; Aviation Safety Network registra cuarenta y tres accidentes o incidentes de Aerolíneas Argentinas desde que inició operaciones en 1950. La compañía se encuentra entre las más seguras del mundo.